# Liga Nacional de Básquet 2022-23
La temporada 2022-2023 de la Liga Nacional de Básquet de Argentina fue la trigésima novena edición de la máxima división nacional de clubes. Comenzó el 5 de octubre de 2022 y, la temporada en general sufrió algunas modificaciones respecto los torneos que se disputan. La Liga Nacional dio comienzo a la temporada ya que en esta temporada se discontinuó el Torneo Súper 20 y fue reemplazado por una copa con formato Final 4.
En esta edición se dio el descenso de Atenas, nueve veces campeón de la máxima categoría y el único equipo que había participado en todas las ediciones. El elenco cordobés perdió la serie por la permanencia 3 a 2.
El campeón de esta edición fue Quimsa, que logró su segundo título en la máxima división luego de vencer 4 a 1 a Boca Juniors. Ambos elencos, junto con Obras Basket ganaron derecho a participar de la Basketball Champions League Americas en la próxima temporada.

## Equipos participantes
Cambio de plazas entre temporada 2021-2022 y 2022-2023
| Descendió         |
| ----------------- |
| Hispano Americano |

| Ascendió              |
| --------------------- |
| Independiente (Oliva) |

| Región                    | Cantidad |
| ------------------------- | -------- |
| Capital Federal           | 4        |
| Provincia de Buenos Aires | 3        |
| Corrientes                | 3        |
| Córdoba                   | 3        |
| Santiago del Estero       | 2        |
| Chubut                    | 1        |
| Formosa                   | 1        |
| La Rioja                  | 1        |
| Misiones                  | 1        |
| Santa Fe                  | 1        |

| Club                   | Ciudad              | Entrenador           | Estadio                                         | Capacidad |
| ---------------------- | ------------------- | -------------------- | ----------------------------------------------- | --------- |
| Argentino              | Junín               | Eduardo Jápez        | El Fortín de las Morochas                       | 1500      |
| Atenas                 | Córdoba             | Claudio Arrigoni     | Polideportivo Carlos Cerutti                    | 3424      |
| Boca Juniors           | Buenos Aires        | Gonzalo García       | Microestadio Luis Conde                         | 2000      |
| Ciclista Olímpico      | La Banda            | Leonardo Gutiérrez   | Vicente Rosales                                 | 3400      |
| Comunicaciones         | Mercedes            | Guillermo Saldaña    | Estadio de Comunicaciones                       | 3500      |
| Ferro Carril Oeste     | Buenos Aires        | Federico Fernández   | Estadio Héctor Etchart                          | 3500      |
| Gimnasia y Esgrima     | Comodoro Rivadavia  | Martín Villagrán     | Estadio Socios Fundadores                       | 1453      |
| Independiente          | Oliva               | Martín González      | Polideportivo Independiente DSC, ''El Gigante'' | 600       |
| Instituto              | Córdoba             | Lucas Victoriano     | Gimnasio Ángel Sandrín                          | 2000      |
| La Unión de Formosa    | Formosa             | Sebastián Ginóbili   | Estadio Cincuentenario                          | 4500      |
| Oberá Tenis Club       | Oberá               | Fabio Demti          | Estadio Dr. Luis Augusto Derna                  | 2000      |
| Obras Basket           | Buenos Aires        | Gregorio Martínez    | Estadio Obras Sanitarias                        | 3000      |
| Peñarol                | Mar del Plata       | Adrián Capelli       | Polideportivo Islas Malvinas                    | 8000      |
| Platense               | Florida             | Alejandro Vázquez    | Microestadio Ciudad de Vicente López            | 1200      |
| Quimsa                 | Santiago del Estero | Manuel Córdoba       | Ciudad                                          | 5000      |
| Regatas Corrientes     | Corrientes          | Fernando Rivero      | José Jorge Contte                               | 3400      |
| Riachuelo              | La Rioja            | Daniel Farabello     | Superdomo La Rioja                              | 13 000    |
| San Lorenzo de Almagro | Buenos Aires        | Emmanuelle Quintans  | Polideportivo Roberto Pando                     | 2200      |
| San Martín             | Corrientes          | Diego Vadell         | El Fortín Rojinegro                             | 2500      |
| Unión                  | Santa Fe            | Juan Francisco Ponce | Ángel P. Malvicino                              | 4500      |

Cambios de entrenador
| Club               | Entrenador saliente  | Fecha salida    | Entrenador entrante   | Fecha entrada   |
| ------------------ | -------------------- | --------------- | --------------------- | --------------- |
| Argentino (J)      | Eduardo Jápez        | 9 de febrero    | Matías Huarte         | 9 de febrero    |
| Atenas             | Claudio Arrigoni     | 4 de noviembre  | Sebastián González    | 9 de noviembre  |
| Atenas             | Sebastián González   | 16 de diciembre | Elian Villafañe       | 16 de diciembre |
| Atenas             | Elian Villafañe      | 13 de febrero   | Álvaro Castiñeira     | 13 de febrero   |
| Boca Juniors       | Gonzalo García       | 11 de enero     | Carlos Duro (int)     | 11 de enero     |
| Boca Juniors       | Carlos Duro (int)    | 23 de enero     | Carlos Duro           | 23 de enero     |
| Comunicaciones (M) | Guillermo Saldaña    | 2 de diciembre  | Leandro Hiriart       | 2 de diciembre  |
| Comunicaciones (M) | Leandro Hiriart      | 6 de marzo      | Jorge Balbis          | 6 de marzo      |
| Quimsa             | Manuel Córdoba       | 1 de febrero    | Leandro Ramella       | 1 de febrero    |
| Riachuelo (LR)     | Daniel Farabello     | 27 de diciembre | Sebastián González    | 29 de diciembre |
| San Lorenzo (BA)   | Emmanuele Quintans   | 10 de febrero   | Leo Costa             | 10 de febrero   |
| Unión (SF)         | Juan Francisco Ponce | 22 de diciembre | Gabriel Piccato       | 28 de diciembre |
| Unión (SF)         | Gabriel Piccato      | 23 de febrero   | Sebastián Puñet (int) | 23 de febrero   |

## Formato de competencia
El torneo está dividido en dos etapas, la fase regular y la postemporada. En primera instancia, los veinte equipos se enfrentan los unos a los otros dos veces, una vez como local y otra vez como visitante. Cada equipo que gane el partido obtiene dos puntos, mientras que aquel que pierda obtiene un punto. Con base a esos resultados se ordenan los equipos de mayor a menor puntaje obtenido en una única tabla.
Concluida la primera ronda, cuando todos los equipos hayan disputado un encuentro contra cada uno de los rivales, los cuatro mejores equipos disputan la Copa Súper 20 de La Liga.
Concluida la fase regular, los doce mejores equipos (1.º a 12.º) avanzan a la postemporada para definir al campeón del torneo, mientras que los dos peores (19.º y 20.º) definen entre sí al peor equipo de la temporada y quien pierde la plaza para la siguiente temporada. Los restantes equipos (13.º al 18.º) dejan de participar, conservando su plaza para la próxima edición.
De los doce mejores, los cuatro mejores acceden a los cuartos de final, mientras que los restantes (5.º al 12.º) disputan la reclasificación, al mejor de cinco encuentros, enfrentándose 5.º contra 12.º, 6.º contra 11.º, 7.º contra 10.º y 8.º contra 9.º Los cuatro vencedores de la reclasificación se reordenan en función de la posición en la tabla de la fase regular de manera que se enfrentan en cuartos de final según el siguiente ordenamiento: 1.º contra peor clasificado, 2.º contra segundo peor clasificado, 3.º contra segundo mejor clasificado, 4.º contra mejor clasificado. Esta instancia se disputa, cómo el resto de los play-offs, al mejor de cinco partidos y los ganadores de las series acceden a las semifinales. Los ganadores de las semifinales disputan la final, donde el equipo que venza en la serie se proclama campeón de la temporada.
Métodos de desempate
Cuando exista un empate en puntos entre dos o más equipos al final de la fase regular, el desempate se definirá de la siguiente manera:
1. Enfrentamientos entre ambos equipos en la fase en cuestión.
2. Mayor diferencia de puntos en los partidos disputados entre ellos.
3. Mayor número de puntos conseguidos en los partidos disputados entre ellos.
4. Mayor diferencia de puntos en todos los partidos de la Fase en cuestión.
5. Mayor número de puntos conseguidos en todos los partidos de la Fase en cuestión.
6. Sorteo.

## Supercopa de La Liga
La Supercopa de La Liga es un torneo que enfrenta a los campeones de la temporada pasada, el campeón de la Liga Nacional y del Torneo Súper 20. Es a encuentro único y se programó para el 22 de diciembre de 2022. La copa se disputó en el Mega Estadio 4 de Junio, en la ciudad de Puerto General San Martín.
Instituto - Quimsa
| 22 de diciembre, 21:30 | Instituto                                                            | 86–81                | Quimsa                                                                   | Puerto General San Martín                                                                  |  |
|                        | Parciales: 17-19, 15-23, 22-25, 24-11 (T.E.: 8-3)                    |                      |                                                                          |                                                                                            |  |
|                        | Estadísticas Luciano González 17 Nicolás Romano 14 Nicolás Copello 5 | Reporte Pts Reb Asts | Estadísticas 17 Fabián Ramírez Barrios 6 Franco Baralle 5 Franco Baralle | Pabellón: Mega Estadio 4 de Junio Árbitros: * Fabricio Vito * Diego Rougier * Raúl Sánchez |  |

## Desarrollo del torneo

### Primera fase; fase regular

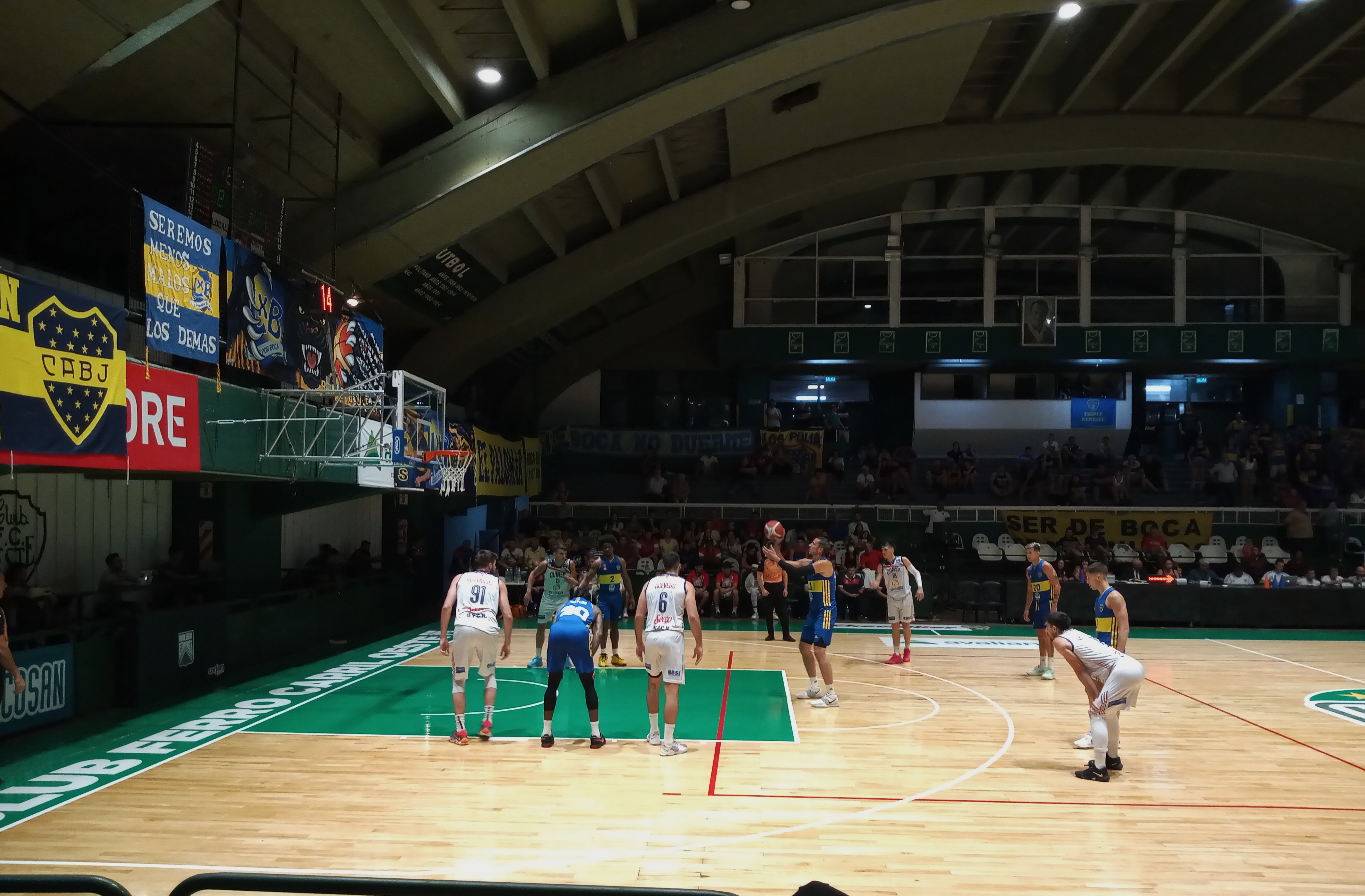
Boca Juniors enfrentando a Quimsa por la fase regular.

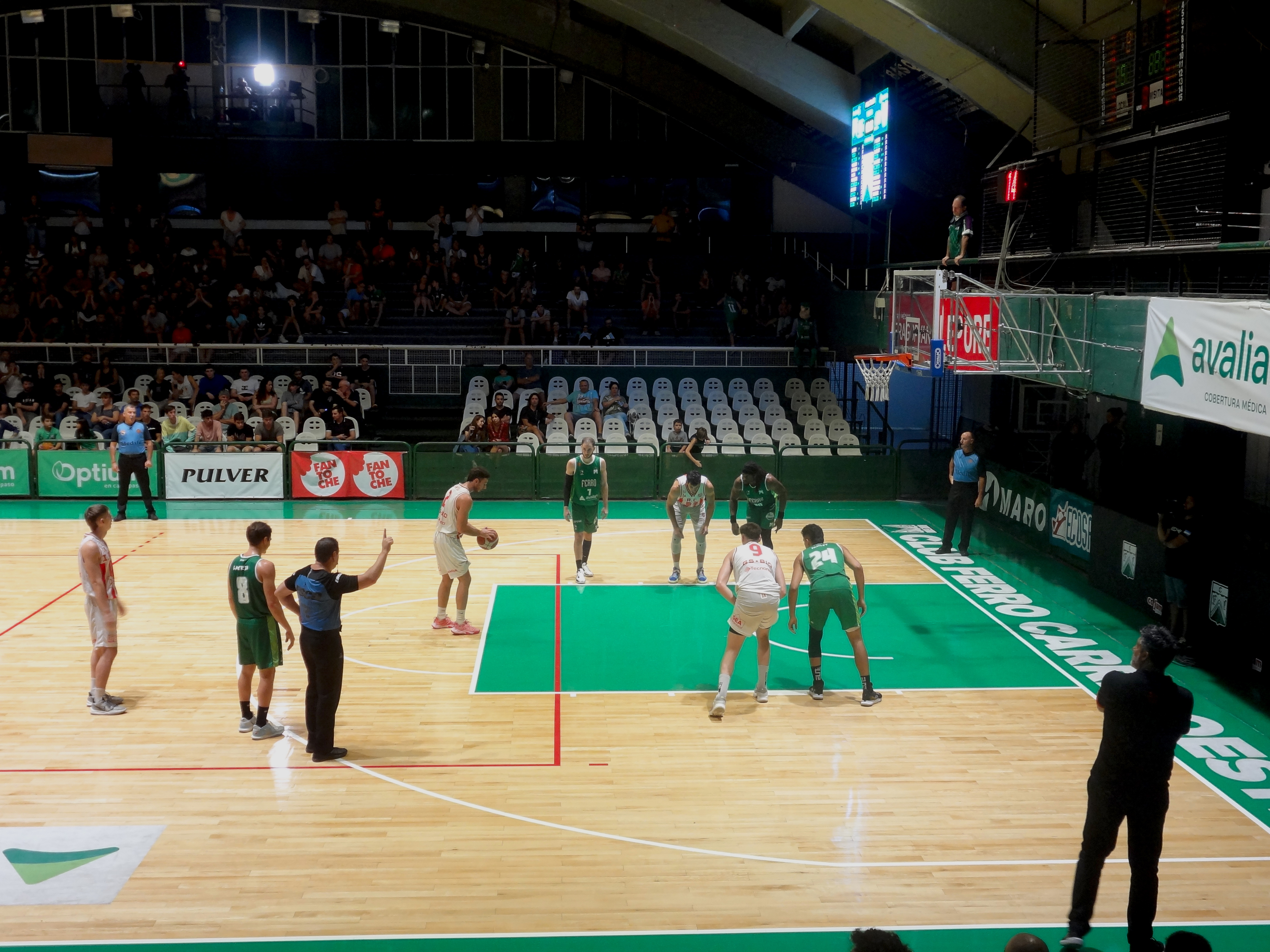
Ferro (BA) frente a Instituto.

Referencia: pickandroll.com.ar.
| Equipo | Equipo                        | PJ | PG | PP | Pts |
| ------ | ----------------------------- | -- | -- | -- | --- |
| 1.º    | Instituto                     | 38 | 31 | 7  | 69  |
| 2.º    | Quimsa                        | 38 | 28 | 10 | 66  |
| 3.º    | Gimnasia (Comodoro Rivadavia) | 38 | 27 | 11 | 65  |
| 4.º    | Oberá TC                      | 38 | 25 | 13 | 63  |
| 5.º    | Boca Juniors                  | 38 | 25 | 13 | 63  |
| 6.º    | Ciclista Olímpico             | 38 | 24 | 14 | 62  |
| 7.º    | Obras Basket                  | 38 | 23 | 15 | 61  |
| 8.º    | Platense                      | 38 | 21 | 17 | 59  |
| 9.º    | Regatas Corrientes            | 38 | 21 | 17 | 59  |
| 10.º   | La Unión de Formosa           | 38 | 21 | 17 | 59  |
| 11.º   | Riachuelo (La Rioja)          | 38 | 20 | 18 | 58  |
| 12.º   | Peñarol                       | 38 | 20 | 18 | 58  |
| 13.º   | San Martín (Corrientes)       | 38 | 19 | 19 | 57  |
| 14.º   | Independiente (Oliva)         | 38 | 17 | 21 | 55  |
| 15.º   | Ferro (Buenos Aires)          | 38 | 16 | 22 | 54  |
| 16.º   | Argentino (Junín)             | 38 | 11 | 27 | 49  |
| 17.º   | Comunicaciones (Mercedes)     | 38 | 10 | 28 | 48  |
| 18.º   | Unión (Santa Fe)              | 38 | 8  | 30 | 46  |
| 19.º   | San Lorenzo (Buenos Aires)    | 38 | 8  | 30 | 46  |
| 20.º   | Atenas                        | 38 | 5  | 33 | 43  |

|  |                                             |
|  | Clasificados a los cuartos de final.        |
|  | Clasificados a la reclasificación.          |
|  | Clasificados a la serie por la permanencia. |

| Instituto        | 78-72 | Independiente (O)  | Ángel Sandrín             | 5 de octubre | 19:30 |
| San Lorenzo (BA) | 84-81 | Ciclista Olímpico  | Roberto Pando             | 6 de octubre | 19:30 |
| Argentino (J)    | 72-78 | Riachuelo (LR)     | El Fortín de las Morochas | 6 de octubre | 21:30 |
| Unión (SF)       | 74-86 | Platense           | Ángel Malvicino           | 7 de octubre | 20:00 |
| Instituto        | 91-85 | Boca Juniors       | Ángel Sandrín             | 7 de octubre | 22:00 |
| San Lorenzo (BA) | 88-81 | Comunicaciones (M) | Roberto Pando             | 8 de octubre | 11:20 |
| Peñarol          | 78-93 | Ciclista Olímpico  | Islas Malvinas            | 8 de octubre | 20:00 |
| Atenas           | 84-95 | Boca Juniors       | Carlos Cerutti            | 9 de octubre | 20:00 |

| Argentino (J)       | 76-71  | Comunicaciones (M) | El Fortín de las Morochas | 10 de octubre | 19:30 |
| La Unión de Formosa | 83-74  | Instituto          | Cincuentenario            | 10 de octubre | 21:30 |
| Quimsa              | 91-64  | Ferro (BA)         | Ciudad                    | 10 de octubre | 22:00 |
| Unión (SF)          | 83-88  | Atenas             | Ángel Malvicino           | 11 de octubre | 19:30 |
| Riachuelo (LR)      | 99-106 | Obras Basket       | Superdomo                 | 11 de octubre | 21:30 |
| Ciclista Olímpico   | 118-84 | Ferro (BA)         | Vicente Rosales           | 12 de octubre | 19:30 |
| Oberá TC            | 71-66  | Independiente (O)  | Dr. Luis Derna            | 12 de octubre | 21:30 |
| Regatas Corrientes  | 69-74  | Instituto          | José Jorge Contte         | 12 de octubre | 21:30 |
| San Lorenzo (BA)    | 82-72  | Atenas             | Roberto Pando             | 13 de octubre | 19:30 |
| La Unión de Formosa | 77-72  | Peñarol            | Cincuentenario            | 13 de octubre | 21:30 |
| Quimsa              | 92-101 | Obras Basket       | Ciudad                    | 13 de octubre | 21:30 |
| Comunicaciones (M)  | 71-74  | Independiente (O)  | Comunicaciones            | 14 de octubre | 18:00 |
| San Martín (C)      | 86-74  | Instituto          | El Fortín Rojinegro       | 14 de octubre | 20:40 |
| Gimnasia (CR)       | 94-59  | Argentino (J)      | Socios Fundadores         | 14 de octubre | 22:00 |
| Platense            | 89-67  | Atenas             | Ciudad de Vicente López   | 15 de octubre | 20:00 |
| Regatas Corrientes  | 64-74  | Peñarol            | José Jorge Contte         | 15 de octubre | 22:00 |
| San Lorenzo (BA)    | 75-81  | Argentino (J)      | Roberto Pando             | 16 de octubre | 20:00 |
| Ciclista Olímpico   | 84-75  | Obras Basket       | Vicente Rosales           | 16 de octubre | 22:00 |

| Unión (SF)         | 89-72 | Independiente (O)   | Ángel Malvicino           | 17 de octubre | 19:30 |
| San Martín (C)     | 84-73 | Peñarol             | Raúl Argentino Ortiz      | 17 de octubre | 21:10 |
| Instituto          | 81-76 | La Unión de Formosa | Ángel Sandrín             | 17 de octubre | 21:30 |
| Gimnasia (CR)      | 90-87 | Platense            | Socios Fundadores         | 18 de octubre | 19:30 |
| Ferro (BA)         | 66-58 | Argentino (J)       | Héctor Etchart            | 18 de octubre | 21:10 |
| Comunicaciones (M) | 71-88 | Quimsa              | Comunicaciones            | 18 de octubre | 21:30 |
| Atenas             | 73-75 | La Unión de Formosa | Carlos Cerutti            | 19 de octubre | 19:30 |
| Oberá TC           | 74-68 | Quimsa              | Luis Derna                | 20 de octubre | 19:30 |
| Peñarol            | 79-70 | San Lorenzo (BA)    | Islas Malvinas            | 20 de octubre | 21:10 |
| Ferro (BA)         | 79-60 | Obras Basket        | Héctor Etchart            | 21 de octubre | 18:00 |
| Riachuelo (LR)     | 77-99 | La Unión de Formosa | Superdomo                 | 21 de octubre | 20:00 |
| Regatas Corrientes | 67-81 | Gimnasia (CR)       | José Jorge Contte         | 21 de octubre | 22:00 |
| Argentino (J)      | 90-73 | San Lorenzo (BA)    | El Fortín de las Morochas | 22 de octubre | 11:30 |
| Oberá TC           | 58-65 | Instituto           | Luis Derna                | 22 de octubre | 22:00 |
| Quimsa             | 86-64 | Riachuelo (LR)      | Ciudad                    | 23 de octubre | 20:00 |
| San Martín (C)     | 79-73 | Gimnasia (CR)       | Raúl Argentino Ortiz      | 23 de octubre | 22:00 |

| Comunicaciones (M)  | 71-80  | Instituto          | Comunicaciones            | 24 de octubre | 21:30 |
| La Unión de Formosa | 67-72  | Gimnasia (CR)      | Cincuentenario            | 25 de octubre | 19:30 |
| Ciclista Olímpico   | 75-52  | Platense           | Vicente Rosales           | 25 de octubre | 21:10 |
| Unión (SF)          | 74-83  | Instituto          | Ángel Malvicino           | 26 de octubre | 19:30 |
| Regatas Corrientes  | 68-66  | Obras Basket       | José Jorge Contte         | 26 de octubre | 21:30 |
| Quimsa              | 95-70  | Platense           | Ciudad                    | 27 de octubre | 21:10 |
| Atenas              | 56-82  | Peñarol            | Carlos Cerutti            | 28 de octubre | 18:00 |
| Argentino (J)       | 68-96  | Boca Juniors       | El Fortín de las Morochas | 28 de octubre | 20:00 |
| La Unión de Formosa | 71-77  | Obras Basket       | Cincuentenario            | 28 de octubre | 22:00 |
| Quimsa              | 79-73  | San Martín (C)     | Ciudad                    | 29 de octubre | 11:30 |
| Comunicaciones (M)  | 69-84  | Regatas Corrientes | Comunicaciones            | 29 de octubre | 20:00 |
| Riachuelo (LR)      | 95-103 | Platense           | Superdomo                 | 29 de octubre | 22:00 |
| Instituto           | 83-68  | Peñarol            | Ángel Sandrín             | 30 de octubre | 11:30 |
| Ferro (BA)          | 99-96  | Boca Juniors       | Héctor Etchart            | 30 de octubre | 20:00 |

| Oberá TC           | 93-89 | Regatas Corrientes  | Luis Derna                | 31 de octubre  | 19:30 |
| Ciclista Olímpico  | 74-70 | San Martín (C)      | Vicente Rosales           | 31 de octubre  | 21:30 |
| Boca Juniors       | 71-78 | La Unión de Formosa | Luis Conde                | 1 de noviembre | 19:30 |
| Obras Basket       | 88-71 | San Lorenzo (BA)    | Obras Sanitarias          | 1 de noviembre | 19:30 |
| Independiente (O)  | 83-80 | Peñarol             | El Gigante                | 1 de noviembre | 21:30 |
| Atenas             | 77-82 | Gimnasia (CR)       | Carlos Cerutti            | 1 de noviembre | 21:30 |
| Platense           | 67-70 | Quimsa              | Ciudad de Vicente López   | 2 de noviembre | 19:30 |
| Instituto          | 83-65 | Ferro (BA)          | Ángel Sandrín             | 2 de noviembre | 21:10 |
| Obras Basket       | 74-61 | La Unión de Formosa | Obras Sanitarias          | 3 de noviembre | 19:30 |
| Independiente (O)  | 94-95 | Gimnasia (CR)       | El Gigante                | 3 de noviembre | 21:30 |
| Atenas             | 68-85 | Ferro (BA)          | Carlos Cerutti            | 4 de noviembre | 18:00 |
| Unión (SF)         | 72-82 | Oberá TC            | Ángel Malvicino           | 4 de noviembre | 20:00 |
| San Lorenzo (BA)   | 69-75 | Boca Juniors        | Roberto Pando             | 4 de noviembre | 22:00 |
| Instituto          | 96-77 | Gimnasia (CR)       | Ángel Sandrín             | 5 de noviembre | 11:30 |
| Argentino (J)      | 83-81 | La Unión de Formosa | El Fortín de las Morochas | 5 de noviembre | 20:00 |
| Comunicaciones (M) | 66-78 | Oberá TC            | Comunicaciones            | 6 de noviembre | 20:00 |
| Riachuelo (LR)     | 85-79 | Ferro (BA)          | Superdomo                 | 6 de noviembre | 20:00 |

| 7/11 a 15/11, receso por ventana FIBA. |
| -------------------------------------- |

| San Lorenzo (BA)   | 94-91 | Oberá TC            | Roberto Pando       | 16 de noviembre | 19:30 |
| Quimsa             | 91-86 | La Unión de Formosa | Ciudad              | 16 de noviembre | 21:30 |
| Regatas Corrientes | 95-91 | Comunicaciones (M)  | José Jorge Contte   | 17 de noviembre | 19:30 |
| Ciclista Olímpico  | 78-71 | La Unión de Formosa | Vicente Rosales     | 18 de noviembre | 20:00 |
| Obras Basket       | 80-73 | Oberá TC            | Obras Sanitarias    | 18 de noviembre | 22:00 |
| Gimnasia (CR)      | 86-71 | Ferro (BA)          | Socios Fundadores   | 19 de noviembre | 20:00 |
| San Martín (C)     | 86-60 | Comunicaciones (M)  | El Fortín Rojinegro | 19 de noviembre | 22:00 |
| Boca Juniors       | 68-76 | Oberá TC            | Luis Conde          | 20 de noviembre | 20:00 |

| Ciclista Olímpico   | 82-80  | Instituto          | Vicente Rosales         | 21 de noviembre | 19:30 |
| La Unión de Formosa | 104-83 | Comunicaciones (M) | Cincuentenario          | 21 de noviembre | 21:30 |
| Unión (SF)          | 82-47  | Argentino (J)      | Ángel Malvicino         | 21 de noviembre | 21:30 |
| Ferro (BA)          | 65-92  | Gimnasia (CR)      | Héctor Etchart          | 22 de noviembre | 19:30 |
| Quimsa              | 94-75  | Regatas Corrientes | Ciudad                  | 22 de noviembre | 21:30 |
| Atenas              | 88-96  | Obras Basket       | Carlos Cerutti          | 22 de noviembre | 21:30 |
| Comunicaciones (M)  | 87-80  | Argentino (J)      | Comunicaciones          | 23 de noviembre | 19:30 |
| Peñarol             | 86-81  | Boca Juniors       | Islas Malvinas          | 23 de noviembre | 21:30 |
| Platense            | 81-89  | Gimnasia (CR)      | Ciudad de Vicente López | 24 de noviembre | 19:30 |
| Instituto           | 77-80  | Obras Basket       | Ángel Sandrín           | 24 de noviembre | 19:30 |
| Ciclista Olímpico   | 67-78  | Regatas Corrientes | Vicente Rosales         | 24 de noviembre | 21:30 |
| La Unión de Formosa | 87-72  | Unión (SF)         | Cincuentenario          | 24 de noviembre | 21:30 |
| Oberá TC            | 77-62  | Argentino (J)      | Luis Derna              | 25 de noviembre | 20:00 |
| Boca Juniors        | 94-91  | San Lorenzo (BA)   | Luis Conde              | 25 de noviembre | 21:10 |
| Independiente (O)   | 65-68  | Obras Basket       | El Gigante              | 26 de noviembre | 11:30 |
| Peñarol             | 69-64  | Ferro (BA)         | Islas Malvinas          | 26 de noviembre | 20:00 |
| San Martín (C)      | 85-70  | Unión (SF)         | El Fortín Rojinegro     | 26 de noviembre | 22:00 |
| Riachuelo (LR)      | 85-88  | Gimnasia (CR)      | Superdomo               | 26 de noviembre | 22:00 |
| Platense            | 88-82  | San Lorenzo (BA)   | Ciudad de Vicente López | 27 de noviembre | 20:00 |

| Ferro (BA)         | 81-68 | Comunicaciones (M)  | Héctor Etchart            | 28 de noviembre | 19:30 |
| Regatas Corrientes | 90-75 | Unión (SF)          | José Jorge Contte         | 28 de noviembre | 21:30 |
| Independiente (O)  | 91-81 | Quimsa              | El Gigante de la Avenida  | 29 de noviembre | 21:30 |
| Gimnasia (CR)      | 71-82 | Comunicaciones (M)  | Socios Fundadores         | 30 de noviembre | 19:30 |
| Ferro (BA)         | 80-48 | San Lorenzo (BA)    | Héctor Etchart            | 30 de noviembre | 21:10 |
| Unión (SF)         | 76-66 | Quimsa              | Ángel Sandrín             | 1 de diciembre  | 19:30 |
| Instituto          | 87-84 | Ciclista Olímpico   | Ángel Sandrín             | 1 de diciembre  | 21:30 |
| Platense           | 83-81 | La Unión de Formosa | Ciudad de Vicente López   | 2 de diciembre  | 21:00 |
| Argentino (J)      | 69-90 | Obras Basket        | El Fortín de las Morochas | 2 de diciembre  | 21:00 |
| Atenas             | 70-84 | Ciclista Olímpico   | Carlos Cerutti            | 3 de diciembre  | 20:30 |
| Peñarol            | 80-88 | Independiente (O)   | Islas Malvinas            | 3 de diciembre  | 21:30 |
| San Lorenzo (BA)   | 82-94 | Obras Basket        | Roberto Pando             | 4 de diciembre  | 20:00 |
| Gimnasia (CR)      | 90-77 | La Unión de Formosa | Socios Fundadores         | 4 de diciembre  | 21:00 |
| Argentino (J)      | 66-55 | Unión (SF)          | El Fortín de las Morochas | 4 de diciembre  | 21:00 |
| Quimsa             | 92-82 | Instituto           | Ciudad                    | 4 de diciembre  | 22:00 |

| Platense            | 76-65 | Riachuelo (LR)     | Ciudad de Vicente López   | 5 de diciembre  | 19:30 |
| Independiente (O)   | 79-80 | Ciclista Olímpico  | El Gigante de la Avenida  | 5 de diciembre  | 21:30 |
| Obras Basket        | 80-69 | Unión (SF)         | Obras Sanitarias          | 6 de diciembre  | 19:30 |
| Quimsa              | 96-74 | Atenas             | Ciudad                    | 6 de diciembre  | 21:30 |
| San Lorenzo (BA)    | 74-86 | Riachuelo (LR)     | Roberto Pando             | 7 de diciembre  | 19:30 |
| Peñarol             | 73-70 | Platense           | Islas Malvinas            | 7 de diciembre  | 21:10 |
| Oberá TC            | 88-87 | Boca Juniors       | Dr. Luis Derna            | 7 de diciembre  | 21:30 |
| Ferro (BA)          | 80-78 | Unión (SF)         | Héctor Etchart            | 8 de diciembre  | 19:30 |
| Ciclista Olímpico   | 87-66 | Atenas             | Vicente Rosales           | 8 de diciembre  | 21:30 |
| Gimnasia (CR)       | 80-74 | Regatas Corrientes | Socios Fundadores         | 9 de diciembre  | 20:00 |
| La Unión de Formosa | 75-84 | Boca Juniors       | Cincuentenario            | 9 de diciembre  | 22:00 |
| Oberá TC            | 65-62 | San Martín (C)     | Dr. Luis Derna            | 10 de diciembre | 20:00 |
| Platense            | 92-63 | Comunicaciones (M) | Ciudad de Vicente López   | 10 de diciembre | 21:00 |
| Argentino (J)       | 72-73 | Peñarol            | El Fortín de las Morochas | 10 de diciembre | 22:00 |
| San Lorenzo (BA)    | 79-89 | Regatas Corrientes | Roberto Pando             | 11 de noviembre | 20:00 |
| Independiente (O)   | 90-69 | Atenas             | El Gigante de la Avenida  | 11 de noviembre | 21:10 |

| Boca Juniors        | 102-107 | Comunicaciones (M) | Héctor Etchart           | 12 de diciembre | 21:10 |
| Atenas              | 68-73   | Independiente (O)  | Carlos Cerutti           | 13 de diciembre | 19:30 |
| Unión (SF)          | 81-90   | Peñarol            | Ángel Malvicino          | 13 de diciembre | 21:30 |
| San Martín (C)      | 115-111 | Platense           | Raúl Argentino Ortiz     | 14 de diciembre | 21:30 |
| Gimnasia (CR)       | 81-67   | San Lorenzo (BA)   | Socios Fundadores        | 15 de diciembre | 19:30 |
| Atenas              | 74-86   | Argentino (J)      | Carlos Cerutti           | 15 de diciembre | 21:30 |
| Independiente (O)   | 65-74   | Oberá TC           | El Gigante de la Avenida | 16 de diciembre | 20:00 |
| Regatas Corrientes  | 61-84   | Platense           | José Jorge Contte        | 16 de diciembre | 22:00 |
| Unión (SF)          | 86-77   | Obras Basket       | Ángel Malvicino          | 17 de diciembre | 11:30 |
| Riachuelo (LR)      | 87-91   | Boca Juniors       | Superdomo                | 17 de diciembre | 21:10 |
| Instituto           | 88-68   | Argentino (J)      | Ángel Sandrín            | 17 de diciembre | 22:00 |
| Ferro (BA)          | 84-85   | San Martín (C)     | Héctor Etchart           | 18 de diciembre | 11:30 |
| Peñarol             | 68-71   | Oberá TC           | Islas Malvinas           | 18 de diciembre | 20:00 |
| La Unión de Formosa | 71-77   | Platense           | Cincuentenario           | 18 de diciembre | 22:00 |
| Comunicaciones (M)  | 58-79   | Oberá TC           | Comunicaciones           | 19 de diciembre | 19:30 |
| Independiente (O)   | 75-66   | Argentino (J)      | El Gigante de la Avenida | 19 de diciembre | 21:30 |
| Unión (SF)          | 83-84   | Regatas Corrientes | Ángel Malvicino          | 19 de diciembre | 21:30 |
| Ferro (BA)          | 97-77   | Oberá TC           | Héctor Etchart           | 20 de diciembre | 19:30 |
| Boca Juniors        | 81-64   | San Martín (C)     | Luis Conde               | 20 de diciembre | 21:30 |
| Independiente (O)   | 80-87   | Regatas Corrientes | El Gigante de la Avenida | 21 de diciembre | 19:30 |
| Ciclista Olímpico   | 107-81  | Riachuelo (LR)     | Vicente Rosales          | 21 de diciembre | 21:30 |

| 22/12, disputa de la SuperCopa de La Liga. |
| ------------------------------------------ |

| 23/12 al 8/01, semanas del receso estival. |
| ------------------------------------------ |

| Peñarol             | 76-85  | Quimsa              | Islas Malvinas            | 9 de enero  | 21:00 |
| Oberá TC            | 71-57  | Unión (SF)          | Luis Derna                | 9 de enero  | 21:00 |
| La Unión de Formosa | 102-69 | Ferro (BA)          | Cincuentenario            | 9 de enero  | 21:30 |
| Obras Basket        | 113-94 | Atenas              | Obras Sanitarias          | 10 de enero | 20:00 |
| Platense            | 78-67  | Boca Juniors        | Ciudad de Vicente López   | 10 de enero | 20:00 |
| Comunicaciones (M)  | 89-87  | Unión (SF)          | Comunicaciones            | 11 de enero | 19:30 |
| San Lorenzo (BA)    | 71-105 | Quimsa              | Roberto Pando             | 11 de enero | 21:10 |
| Oberá TC            | 90-66  | Riachuelo (LR)      | Luis Derna                | 11 de enero | 21:30 |
| San Martín (C)      | 92-74  | Ferro (BA)          | Raúl Argentino Ortiz      | 11 de enero | 21:30 |
| Peñarol             | 92-82  | Argentino (J)       | Islas Malvinas            | 12 de enero | 21:00 |
| Gimnasia (CR)       | 121-89 | Atenas              | Socios Fundadores         | 12 de enero | 21:30 |
| Independiente (O)   | 87-76  | La Unión de Formosa | El Gigante                | 12 de enero | 22:00 |
| Comunicaciones (M)  | 76-80  | Riachuelo (LR)      | Comunicaciones            | 13 de enero | 21:00 |
| Boca Juniors        | 86-79  | Quimsa              | Héctor Etchart            | 13 de enero | 21:30 |
| Regatas Corrientes  | 71-61  | Ferro (BA)          | José Jorge Contte         | 13 de enero | 21:30 |
| Unión (SF)          | 81-95  | La Unión de Formosa | Ángel Malvicino           | 14 de enero | 11:30 |
| Gimnasia (CR)       | 82-72  | Ciclista Olímpico   | Socios Fundadores         | 14 de enero | 21:00 |
| San Martín (C)      | 77-60  | Oberá TC            | Raúl Argentino Ortiz      | 14 de enero | 21:30 |
| Argentino (J)       | 87-91  | Platense            | El Fortín de las Morochas | 15 de enero | 21:00 |

| Regatas Corrientes  | 70-76  | Oberá TC           | José Jorge Contte            | 16 de enero | 21:30 |
| Boca Juniors        | 84-76  | Ciclista Olímpico  | Luis Conde                   | 16 de enero | 22:00 |
| San Lorenzo (BA)    | 75-99  | Peñarol            | Roberto Pando                | 17 de enero | 21:30 |
| Platense            | 94-80  | Independiente (O)  | Ciudad de Vicente López      | 18 de enero | 21:10 |
| La Unión de Formosa | 74-61  | Oberá TC           | Polideportivo Cincuentenario | 18 de enero | 22:00 |
| Ferro (BA)          | 88-102 | Peñarol            | Héctor Etchart               | 19 de enero | 19:30 |
| Argentino (J)       | 72-60  | San Martín (C)     | El Fortín de las Morochas    | 19 de enero | 21:30 |
| Boca Juniors        | 89-83  | Independiente (O)  | Luis Conde                   | 20 de enero | 20:00 |
| Riachuelo (LR)      | 81-100 | Quimsa             | Superdomo                    | 20 de enero | 21:00 |
| Comunicaciones (M)  | 102-82 | Atenas             | Comunicaciones               | 20 de enero | 22:00 |
| Ciclista Olímpico   | 91-80  | Unión (SF)         | Vicente Rosales              | 20 de enero | 22:00 |
| San Lorenzo (BA)    | 73-68  | San Martín (C)     | Roberto Pando                | 21 de enero | 20:00 |
| Gimnasia (CR)       | 80-84  | Instituto          | Socios Fundadores            | 21 de enero | 21:30 |
| Obras Basket        | 72-62  | Regatas Corrientes | Obras Sanitarias             | 21 de enero | 22:00 |
| Platense            | 83-89  | Peñarol            | Ciudad de Vicente López      | 21 de enero | 22:00 |
| Ferro (BA)          | 75-79  | Independiente (O)  | Héctor Etchart               | 22 de enero | 11:30 |
| Oberá TC            | 68-59  | Atenas             | Luis Derna                   | 22 de enero | 21:00 |
| Quimsa              | 97-64  | Unión (SF)         | Ciudad                       | 22 de enero | 22:00 |

| Obras Basket       | 94-96 | Instituto           | Obras Sanitarias        | 23 de enero | 20:00 |
| Platense           | 76-73 | Regatas Corrientes  | Ciudad de Vicente López | 23 de enero | 21:00 |
| Comunicaciones (M) | 82-93 | La Unión de Formosa | Comunicaciones          | 23 de enero | 22:00 |
| Riachuelo (LR)     | 88-89 | Unión (SF)          | Superdomo               | 24 de enero | 22:00 |
| Boca Juniors       | 82-72 | Gimnasia (CR)       | Luis Conde              | 24 de enero | 22:10 |
| San Lorenzo (BA)   | 77-84 | Instituto           | Roberto Pando           | 25 de enero | 20:00 |
| Independiente (O)  | 86-81 | Ferro (BA)          | El Gigante              | 25 de enero | 21:00 |
| Oberá TC           | 76-70 | La Unión de Formosa | Luis Derna              | 25 de enero | 22:00 |
| Obras Basket       | 89-78 | Gimnasia (CR)       | Obras Sanitarias        | 26 de enero | 19:30 |
| Atenas             | 73-91 | Quimsa              | Carlos Cerutti          | 26 de enero | 21:00 |
| San Martín (C)     | 61-59 | Argentino (J)       | El Fortín Rojinegro     | 26 de enero | 22:00 |
| Unión (SF)         | 85-96 | Ferro (BA)          | Ángel Malvicino         | 27 de enero | 21:00 |
| Riachuelo (LR)     | 79-76 | Ciclista Olímpico   | Superdomo               | 27 de enero | 22:00 |
| Instituto          | 95-88 | Quimsa              | Ángel Sandrín           | 28 de enero | 11:30 |
| Regatas Corrientes | 85-82 | Argentino (J)       | José Jorge Contte       | 28 de enero | 22:00 |
| Unión (SF)         | 78-84 | Ciclista Olímpico   | Ángel Malvicino         | 29 de enero | 20:00 |
| San Martín (C)     | 97-62 | Atenas              | El Fortín Rojinegro     | 29 de enero | 22:00 |

| Obras Basket        | 86-87 | Ferro (BA)         | Obras Sanitarias        | 30 de enero  | 19:30 |
| Instituto           | 67-65 | Riachuelo (LR)     | Ángel Sandrín           | 30 de enero  | 21:00 |
| La Unión de Formosa | 85-61 | Argentino (J)      | Cincuentenario          | 30 de enero  | 22:00 |
| Oberá TC            | 79-69 | San Lorenzo (BA)   | Luis Derna              | 30 de enero  | 22:00 |
| Regatas Corrientes  | 83-73 | Atenas             | José Jorge Contte       | 31 de enero  | 21:00 |
| Quimsa              | 76-83 | Peñarol            | Ciudad                  | 31 de enero  | 22:00 |
| Boca Juniors        | 68-69 | Ferro (BA)         | Luis Conde              | 1 de febrero | 20:00 |
| Independiente (O)   | 77-70 | Riachuelo (LR)     | El Gigante              | 1 de febrero | 21:00 |
| Comunicaciones (M)  | 92-81 | San Lorenzo (BA)   | Comunicaciones          | 1 de febrero | 22:00 |
| San Martín (C)      | 86-72 | Regatas Corrientes | El Fortín Rojinegro     | 2 de febrero | 21:00 |
| Ciclista Olímpico   | 79-80 | Peñarol            | Vicente Rosales         | 2 de febrero | 21:10 |
| La Unión de Formosa | 72-69 | Atenas             | Cincuentenario          | 2 de febrero | 22:00 |
| Unión (SF)          | 90-79 | San Lorenzo (BA)   | Ángel Malvicino         | 3 de febrero | 21:00 |
| Gimnasia (CR)       | 84-70 | Independiente (O)  | Socios Fundadores       | 4 de febrero | 21:00 |
| Riachuelo (LR)      | 92-87 | Peñarol            | Superdomo               | 4 de febrero | 22:00 |
| Platense            | 66-63 | San Martín (C)     | Ciudad de Vicente López | 5 de febrero | 20:00 |

| San Lorenzo (BA) | 78-85  | Independiente (O)  | Roberto Pando             | 6 de febrero  | 20:00 |
| Argentino (J)    | 81-93  | Ciclista Olímpico  | El Fortín de las Morochas | 6 de febrero  | 21:00 |
| Ferro (BA)       | 80-81  | Regatas Corrientes | Héctor Etchart            | 7 de febrero  | 21:00 |
| Gimnasia (CR)    | 71-62  | San Martín (C)     | Socios Fundadores         | 7 de febrero  | 21:10 |
| Platense         | 78-88  | Ciclista Olímpico  | Ciudad de Vicente López   | 8 de febrero  | 20:00 |
| Peñarol          | 103-84 | Atenas             | Islas Malvinas            | 8 de febrero  | 21:00 |
| Boca Juniors     | 67-66  | Regatas Corrientes | Luis Conde                | 9 de febrero  | 22:00 |
| Unión (SF)       | 78-96  | Comunicaciones (M) | Ángel Malvicino           | 10 de febrero | 20:00 |
| Argentino (J)    | 104-81 | Atenas             | El Fortín de las Morochas | 10 de febrero | 21:00 |
| Quimsa           | 87-83  | Ciclista Olímpico  | Ciudad                    | 11 de febrero | 11:00 |
| Riachuelo (LR)   | 95-88  | Regatas Corrientes | Superdomo                 | 11 de febrero | 11:00 |

| 11 y 12 de febrero, disputa de la Copa Super 20. |
| ------------------------------------------------ |

| Obras Basket        | 95-85 | Comunicaciones (M)  | Obras Sanitarias        | 14 de febrero | 20:00 |
| Platense            | 74-88 | Argentino (J)       | Ciudad de Vicente López | 14 de febrero | 21:00 |
| Ciclista Olímpico   | 74-77 | Oberá TC            | Vicente Rosales         | 14 de febrero | 22:00 |
| Riachuelo (LR)      | 84-75 | San Martín (C)      | Superdomo               | 15 de febrero | 20:00 |
| Independiente (O)   | 84-88 | Instituto           | El Gigante              | 15 de febrero | 21:00 |
| Atenas              | 71-59 | San Lorenzo (BA)    | Carlos Cerutti          | 15 de febrero | 22:10 |
| Boca Juniors        | 86-72 | Argentino (J)       | Luis Conde              | 16 de febrero | 20:00 |
| Regatas Corrientes  | 94-78 | La Unión de Formosa | José Jorge Contte       | 16 de febrero | 21:00 |
| Peñarol             | 85-70 | Comunicaciones (M)  | Islas Malvinas          | 16 de febrero | 21:00 |
| Quimsa              | 99-61 | Oberá TC            | Ciudad                  | 16 de febrero | 22:00 |
| Independiente (O)   | 85-73 | Unión (SF)          | El Gigante              | 17 de febrero | 20:00 |
| Instituto           | 70-62 | San Lorenzo (BA)    | Ángel Sandrín           | 17 de febrero | 21:00 |
| Ciclista Olímpico   | 85-77 | Gimnasia (CR)       | Vicente Rosales         | 17 de febrero | 22:00 |
| Obras Basket        | 83-82 | Argentino (J)       | Obras Sanitarias        | 18 de febrero | 11:30 |
| Quimsa              | 97-92 | Gimnasia (CR)       | Ciudad                  | 19 de febrero | 11:30 |
| Ferro (BA)          | 79-83 | Riachuelo (LR)      | Héctor Etchart          | 19 de febrero | 20:00 |
| Independiente (O)   | 83-70 | San Lorenzo (BA)    | El Gigante              | 19 de febrero | 20:00 |
| Oberá TC            | 95-63 | Comunicaciones (M)  | Luis Derna              | 19 de febrero | 21:00 |
| La Unión de Formosa | 97-84 | San Martín (C)      | Cincuentenario          | 19 de febrero | 22:00 |

| 20/02 a 1/03, receso por ventana FIBA. |
| -------------------------------------- |

| Unión (SF)          | 81-87  | Gimnasia (CR)  | Ángel Malvicino           | 1 de marzo | 21:00 |
| San Martín (C)      | 88-64  | Riachuelo (LR) | El Fortín Rojinegro       | 1 de marzo | 21:30 |
| San Lorenzo (BA)    | 100-61 | Platense       | Roberto Pando             | 2 de marzo | 20:00 |
| Boca Juniors        | 80-79  | Obras Basket   | Luis Conde                | 2 de marzo | 20:00 |
| Ciclista Olímpico   | 89-77  | Quimsa         | Vicente Rosales           | 2 de marzo | 22:00 |
| Atenas              | 72-84  | Instituto      | Carlos Cerutti            | 3 de marzo | 20:00 |
| Regatas Corrientes  | 74-58  | Riachuelo (LR) | José Jorge Contte         | 3 de marzo | 21:30 |
| Comunicaciones (M)  | 84-93  | Gimnasia (CR)  | Comunicaciones            | 3 de marzo | 21:30 |
| Independiente (O)   | 87-80  | San Martín (C) | El Gigante                | 4 de marzo | 21:00 |
| Argentino (J)       | 72-62  | Ferro (BA)     | El Fortín de las Morochas | 4 de marzo | 21:00 |
| Oberá TC            | 64-85  | Gimnasia (CR)  | Luis Derna                | 5 de marzo | 20:00 |
| Comunicaciones (M)  | 64-86  | Platense       | Comunicaciones            | 5 de marzo | 21:00 |
| La Unión de Formosa | 96-83  | Riachuelo (LR) | Cincuentenario            | 5 de marzo | 22:00 |

| Peñarol            | 78-92 | Obras Basket       | Islas Malvinas            | 4 de marzo  | 21:00 |
| Unión (SF)         | 74-72 | San Martín (C)     | Ángel Malvicino           | 4 de marzo  | 22:00 |
| Oberá TC           | 68-81 | Platense           | Luis Derna                | 7 de marzo  | 21:00 |
| Regatas Corrientes | 77-68 | Boca Juniors       | José Jorge Contte         | 7 de marzo  | 22:00 |
| Argentino (J)      | 62-78 | Independiente (O)  | El Fortín de las Morochas | 8 de marzo  | 21:00 |
| Atenas             | 60-82 | Riachuelo (LR)     | Carlos Cerutti            | 9 de marzo  | 21:00 |
| San Martín (C)     | 81-71 | Boca Juniors       | El Fortín Rojinegro       | 9 de marzo  | 21:10 |
| Platense           | 85-80 | Unión (SF)         | Ciudad de Vicente López   | 10 de marzo | 20:00 |
| Peñarol            | 93-97 | Independiente (O)  | Islas Malvinas            | 10 de marzo | 21:00 |
| Argentino (J)      | 88-89 | Oberá TC           | El Fortín de las Morochas | 11 de marzo | 11:30 |
| Atenas             | 86-88 | Regatas Corrientes | Carlos Cerutti            | 11 de marzo | 21:00 |
| Obras Basket       | 76-71 | Independiente (O)  | Obras Sanitarias          | 12 de marzo | 20:00 |
| Peñarol            | 77-61 | San Martín (C)     | Islas Malvinas            | 12 de marzo | 21:00 |
| Gimnasia (CR)      | 84-76 | Unión (SF)         | Socios Fundadores         | 12 de marzo | 21:00 |

| Platense            | 80-78  | Oberá TC           | Ciudad de Vicente López   | 13 de marzo | 20:00 |
| Instituto           | 89-76  | Regatas Corrientes | Ángel Sandrín             | 13 de marzo | 21:00 |
| Ferro (BA)          | 89-72  | Ciclista Olímpico  | Héctor Etchart            | 13 de marzo | 22:00 |
| Boca Juniors        | 103-71 | Atenas             | Luis Conde                | 14 de marzo | 20:00 |
| La Unión de Formosa | 76-102 | Quimsa             | Cincuentenario            | 14 de marzo | 21:00 |
| Obras Basket        | 73-79  | Ciclista Olímpico  | Obras Sanitarias          | 15 de marzo | 20:00 |
| Gimnasia (CR)       | 81-76  | Oberá TC           | Socios Fundadores         | 15 de marzo | 21:00 |
| Ferro (BA)          | 88-87  | Atenas             | Héctor Etchart            | 16 de marzo | 20:00 |
| San Martín (C)      | 60-64  | Quimsa             | El Fortín Rojinegro       | 16 de marzo |       |
| Peñarol             | 69-83  | Instituto          | Islas Malvinas            | 16 de marzo | 21:10 |
| Independiente (O)   | 70-72  | Boca Juniors       | El Gigante                | 17 de marzo | 21:00 |
| Riachuelo (LR)      | 91-83  | San Lorenzo (BA)   | Superdomo                 | 17 de marzo | 22:00 |
| Oberá TC            | 100-88 | Obras Basket       | Luis Derna                | 18 de marzo | 11:30 |
| Regatas Corrientes  | 77-75  | Quimsa             | José Jorge Contte         | 18 de marzo | 21:00 |
| Argentino (J)       | 81-70  | Instituto          | El Fortín de las Morochas | 18 de marzo | 22:00 |
| Unión (SF)          | 84-86  | Boca Juniors       | Ángel Malvicino           | 19 de marzo | 20:00 |
| Comunicaciones (M)  | 99-78  | Peñarol            | Comunicaciones            | 19 de marzo | 21:00 |
| Ciclista Olímpico   | 88-63  | San Lorenzo (BA)   | Vicente Rosales           | 19 de marzo | 22:00 |

| San Martín (C)     | 92-77   | Obras Basket        | Raúl Argentino Ortiz | 20 de marzo | 20:00 |
| Gimnasia (CR)      | 67-77   | Riachuelo (LR)      | Socios Fundadores    | 20 de marzo | 21:00 |
| Oberá TC           | 90-81   | Peñarol             | Luis Derna           | 21 de marzo | 21:00 |
| Quimsa             | 99-69   | San Lorenzo (BA)    | Ciudad               | 21 de marzo | 22:00 |
| Boca Juniors       | 95-86   | Riachuelo (LR)      | Luis Conde           | 22 de marzo | 20:00 |
| Instituto          | 73-67   | San Martín (C)      | Ángel Sandrín        | 22 de marzo | 21:00 |
| Ferro (BA)         | 101-69  | La Unión de Formosa | Héctor Etchart       | 23 de marzo | 20:00 |
| Comunicaciones (M) | 87-81   | Ciclista Olímpico   | Comunicaciones       | 23 de marzo | 21:00 |
| Obras Basket       | 80-90   | Riachuelo (LR)      | Obras Sanitarias     | 24 de marzo | 20:00 |
| Atenas             | 81-79   | San Martín (C)      | Carlos Cerutti       | 24 de marzo | 21:10 |
| San Lorenzo (BA)   | 77-82   | La Unión de Formosa | Roberto Pando        | 25 de marzo | 20:00 |
| Oberá TC           | 83-80   | Ciclista Olímpico   | Luis Derna           | 25 de marzo | 21:00 |
| Ferro (BA)         | 107-112 | Instituto           | Héctor Etchart       | 25 de marzo | 22:00 |
| Gimnasia (CR)      | 77-87   | Boca Juniors        | Socios Fundadores    | 26 de marzo | 20:00 |

| Platense            | 66-71   | Instituto           | Ciudad de Vicente López                | 27 de marzo | 20:00 |
| Peñarol             | 72-79   | La Unión de Formosa | Islas Malvinas                         | 27 de marzo | 21:00 |
| Riachuelo (LR)      | 79-75   | Independiente (O)   | Superdomo                              | 27 de marzo | 21:00 |
| Quimsa              | 95-89   | Comunicaciones (M)  | Ciudad                                 | 27 de marzo | 22:00 |
| Gimnasia (CR)       | 80-64   | Obras Basket        | Socios Fundadores                      | 28 de marzo | 21:00 |
| San Martín (C)      | 92-63   | San Lorenzo (BA)    | Raúl Argentino Ortiz                   | 28 de marzo | 22:00 |
| Ciclista Olímpico   | 106-98  | Comunicaciones (M)  | Vicente Rosales                        | 29 de marzo | 21:00 |
| Boca Juniors        | 122-115 | Instituto           | Luis Conde                             | 29 de marzo | 21:10 |
| Quimsa              | 114-88  | Independiente (O)   | Ciudad                                 | 29 de marzo | 22:00 |
| Atenas              | 74-70   | Unión (SF)          | Carlos Cerutti                         | 30 de marzo | 21:00 |
| Regatas Corrientes  | 79-73   | San Lorenzo (BA)    | José Jorge Contte                      | 30 de marzo | 22:00 |
| Platense            | 84-80   | Ferro (BA)          | Ciudad de Vicente López                | 31 de marzo | 22:00 |
| Ciclista Olímpico   | 87-84   | Independiente (O)   | Vicente Rosales                        | 31 de marzo | 22:00 |
| Obras Basket        | 81-93   | Boca Juniors        | Estadio Federación de Básquet de Jujuy | 1 de abril  | 11:30 |
| Instituto           | 95-86   | Unión (SF)          | Ángel Sandrín                          | 1 de abril  | 20:00 |
| Gimnasia (CR)       | 81-77   | Quimsa              | Socios Fundadores                      | 1 de abril  | 21:00 |
| Comunicaciones (M)  | 67-83   | San Martín (C)      | Comunicaciones                         | 1 de abril  | 21:00 |
| La Unión de Formosa | 98-85   | San Lorenzo (BA)    | Cincuentenario                         | 1 de abril  | 22:00 |
| Peñarol             | 63-58   | Regatas Corrientes  | Islas Malvinas                         | 2 de abril  | 21:00 |
| Atenas              | 96-86   | Oberá TC            | Carlos Cerutti                         | 2 de abril  | 21:30 |

| Ferro (BA)         | 70-89   | Quimsa              | Héctor Etchart            | 3 de abril | 20:00 |
| San Martín (C)     | 87-88   | La Unión de Formosa | El Fortín Rojinegro       | 3 de abril | 21:00 |
| Peñarol            | 76-91   | Gimnasia (CR)       | Islas Malvinas            | 4 de abril | 21:00 |
| Instituto          | 64-55   | Oberá TC            | Ángel Sandrín             | 4 de abril | 21:00 |
| Argentino (J)      | 65-76   | Regatas Corrientes  | El Fortín de las Morochas | 4 de abril | 22:00 |
| Obras Basket       | 79-88   | Quimsa              | Obras Sanitarias          | 5 de abril | 20:00 |
| Ferro (BA)         | 81-75   | Platense            | Héctor Etchart            | 5 de abril | 21:00 |
| Independiente (O)  | 95-93   | Comunicaciones (M)  | El Gigante                | 5 de abril | 21:00 |
| Riachuelo (LR)     | 119-109 | Atenas              | Superdomo                 | 5 de abril | 22:00 |
| Argentino (J)      | 81-100  | Gimnasia (CR)       | El Fortín de las Morochas | 6 de abril | 21:00 |
| Ciclista Olímpico  | 86-67   | Boca Juniors        | Vicente Rosales           | 6 de abril | 22:00 |
| Regatas Corrientes | 75-68   | San Martín (C)      | José Jorge Contte         | 7 de abril | 21:00 |
| Instituto          | 85-66   | Comunicaciones (M)  | Ángel Sandrín             | 7 de abril | 21:00 |
| Quimsa             | 88-71   | Boca Juniors        | Ciudad                    | 8 de abril | 11:30 |
| Platense           | 63-78   | Obras Basket        | Ciudad de Vicente López   | 8 de abril | 21:00 |
| San Lorenzo (BA)   | 85-79   | Gimnasia (CR)       | Roberto Pando             | 8 de abril | 22:00 |
| Atenas             | 81-90   | Comunicaciones (M)  | Carlos Cerutti            | 9 de abril | 20:00 |
| Riachuelo (LR)     | 94-88   | Instituto           | Superdomo                 | 9 de abril | 21:00 |
| Ciclista Olímpico  | 81-60   | Argentino (J)       | Vicente Rosales           | 9 de abril | 22:00 |

| Obras Basket        | 85-65  | San Martín (C)    | Obras Sanitarias    | 10 de abril | 20:00 |
| Oberá TC            | 97-63  | Ferro (BA)        | Luis Derna          | 10 de abril | 21:00 |
| Boca Juniors        | 84-58  | Platense          | Luis Conde          | 10 de abril | 21:00 |
| Quimsa              | 77-48  | Argentino (J)     | Ciudad              | 10 de abril | 22:00 |
| La Unión de Formosa | 78-70  | Independiente (O) | Cincuentenario      | 10 de abril | 22:00 |
| Peñarol             | 95-86  | Unión (SF)        | Islas Malvinas      | 11 de abril | 21:30 |
| Comunicaciones (M)  | 81-97  | Ferro (BA)        | Comunicaciones      | 12 de abril | 21:00 |
| Riachuelo (LR)      | 100-64 | Argentino (J)     | Superdomo           | 12 de abril | 22:00 |
| Regatas Corrientes  | 78-77  | Independiente (O) | José Jorge Contte   | 12 de abril | 22:00 |
| Boca Juniors        | 92-71  | Unión (SF)        | Luis Conde          | 13 de abril | 20:00 |
| Atenas              | 69-80  | Platense          | Carlos Cerutti      | 13 de abril | 21:00 |
| Gimnasia (CR)       | 96-90  | Peñarol           | Socios Fundadores   | 14 de abril | 21:00 |
| La Unión de Formosa | 83-82  | Ciclista Olímpico | Cincuentenario      | 14 de abril | 21:00 |
| San Martín (C)      | 90-68  | Independiente (O) | El Fortín Rojinegro | 14 de abril | 22:00 |
| Instituto           | 76-51  | Platense          | Ángel Sandrín       | 15 de abril | 11:30 |
| San Lorenzo (BA)    | 82-91  | Unión (SF)        | Roberto Pando       | 15 de abril | 11:30 |
| Boca Juniors        | 92-82  | Peñarol           | Luis Conde          | 16 de abril | 19:00 |
| Regatas Corrientes  | 65-81  | Ciclista Olímpico | José Jorge Contte   | 16 de abril | 21:00 |
| Riachuelo (LR)      | 85-96  | Oberá TC          | Superdomo           | 16 de abril | 22:00 |

| San Lorenzo (BA)    | 104-99 | Ferro (BA)         | Roberto Pando             | 17 de abril | 21:00 |
| Argentino (J)       | 81-90  | Quimsa             | El Fortín de las Morochas | 17 de abril | 22:00 |
| Independiente (O)   | 76-88  | Platense           | El Gigante                | 17 de abril | 22:00 |
| Instituto           | 90-70  | Atenas             | Ángel Sandrín             | 18 de abril | 21:00 |
| Obras Basket        | 88-89  | Peñarol            | Obras Sanitarias          | 18 de abril | 21:10 |
| San Martín (C)      | 81-66  | Ciclista Olímpico  | El Fortín Rojinegro       | 18 de abril | 22:00 |
| Unión (SF)          | 78-80  | Riachuelo (LR)     | Ángel Malvicino           | 19 de abril | 21:00 |
| Comunicaciones (M)  | 66-88  | Boca Juniors       | Comunicaciones            | 19 de abril | 22:00 |
| La Unión de Formosa | 87-83  | Regatas Corrientes | Cincuentenario            | 19 de abril | 22:00 |
| Obras Basket        | 71-64  | Platense           | Obras Sanitarias          | 20 de abril | 20:00 |

### Copa Súper 20
La Copa Super 20 es la continuación del Torneo Súper 20. La disputaron los cuatro mejores equipos al cabo de la primera rueda del torneo, es decir, cuando todos los equipos han disputado un partido contra los demás participantes. La misma se iba a disputa en Mar del Plata entre el 10 y 12 de febrero de 2023, sin embargo, la organización designó al Estadio Obras Sanitarias cómo sede del torneo y fijó las fechas en el 11 y 12 de febrero. Finalmente, el 31 de enero se confirmaron los cuatro participantes: Instituto, Obras Basket, Gimnasia de Comodoro Rivadavia y Oberá TC.
Gimnasia de Comodoro Rivadavia resultó campeón del torneo al vencer en la final 85 a 79 al equipo anfitrión. Logró así su primer título en esta copa, y el primero en la temporada.
|  | Semifinales   | Semifinales |              |               | Final | Final |  |
|  |               |             |              |               |       |       |  |
|  |               |             |              |               |       |       |  |
|  | Instituto     | 82          |              |               |       |       |  |
|  | Instituto     | 82          |              |               |       |       |  |
|  | Obras Basket  | 89          |              |               |       |       |  |
|  | Obras Basket  | 89          |              | Gimnasia (CR) | 85    |       |  |
|  |               |             |              | Gimnasia (CR) | 85    |       |  |
|  |               |             | Obras Basket | 79            |       |       |  |
|  | Gimnasia (CR) | 82          | Obras Basket | 79            |       |       |  |
|  | Gimnasia (CR) | 82          |              |               |       |       |  |
|  | Oberá TC      | 60          |              |               |       |       |  |
|  | Oberá TC      | 60          |              |               |       |       |  |
|  |               |             |              |               |       |       |  |

Semifinales
| 11 de febrero, 19:00 | Gimnasia (CR)                                                        | 82–60                | Oberá TC                                                               | Buenos Aires                                                                                        |  |
|                      | Parciales: 21-21, 17-14, 33-14, 11-11                                |                      |                                                                        | |  |
|                      | Estadísticas Tyrone White 26 Agustín Barreiro 10 Sebastián Orresta 5 | Reporte Pts Reb Asts | Estadísticas 15 Charles Mitchell 11 Gastón Córdoba 3 Santiago Konaszuk | Pabellón: Estadio Obras Sanitarias Árbitros: * Pablo Estévez * Fernando Sampietro * Sergio Tarifeño |  |

| 11 de febrero, 21:30 | Obras Basket                                                  | 89–82                | Instituto                                                           | Buenos Aires                                                                                       |  |
|                      | Parciales: 26-15, 22-24, 12-23, 29-20                         |                      |                                                                     | |  |
|                      | Estadísticas Luca Valussi 15 Jeffrey Solarin 8 Pedro Barral 7 | Reporte Pts Reb Asts | Estadísticas 17 Nicolás Copello 6 Nicolás Romano 4 Luciano González | Pabellón: Estadio Obras Sanitarias Árbitros: * Fabricio Vito * Leonardo Zalazar * Rodrigo Castillo |  |

Final
| 12 de febrero, 20:30 | Gimnasia (CR)                                                 | 85–79                | Obras Basket                                                                              | Buenos Aires                                                                                     |  |
|                      | Parciales: 17-23, 17-21, 28-19, 23-16                         |                      |                                                                                           |                                                                                                  |  |
|                      | Estadísticas Yoanki Mencia 21 Yoanki Mencia 10 Tyrone White 4 | Reporte Pts Reb Asts | Estadísticas 18 Juan Pablo Venegas Schaefer 8 Jeffrey Solarin 4 Joaquín Rodríguez Olivera | Pabellón: Estadio Obras Sanitarias Árbitros: * Alejandro Chiti * Diego Rougier * Gonzalo Delsart |  |

### Segunda fase; play-offs

#### Play-offs de permanencia
San Lorenzo (Buenos Aires) - Atenas
| 30 de abril, 20:50 | San Lorenzo (BA)                                                   | 99–65                | Atenas                                                                 | Buenos Aires |  |  |
|                    | Parciales: 29-15, 18-15, 24-15, 28-20                              |                      |                                                                        | |  |  |
|                    | Estadísticas Lucas Ortiz 18 Facundo Rutenberg 6 Lucas Naim Pérez 5 | Reporte Pts Reb Asts | Estadísticas 11 Alejandro Konsztadt 5 Lee Aaliya 3 Alejandro Konsztadt | Pabellón: Polideportivo Roberto Pando Árbitros: * Fabricio Vito * Diego Rougier * Raúl Sánchez Televisión: DSports |  |  |
| Serie: 1-0         |                                                                    |                      |                                                                        | |  |  |
|                    |                                                                    |                      |                                                                        | |  |  |

| 2 de mayo, 21:00 | San Lorenzo (BA)                                                 | 90–81                | Atenas                                                                  | Buenos Aires |  |  |
|                  | Parciales: 30-23, 27-15, 21-17, 12-26                            |                      |                                                                         | |  |  |
|                  | Estadísticas Federico Marín 24 Facundo Sanz 9 Lucas Naim Pérez 9 | Reporte Pts Reb Asts | Estadísticas 17 Federico Mariani 15 Fabián Jaimes 5 Alejandro Konsztadt | Pabellón: Polideportivo Roberto Pando Árbitros: * Pablo Estévez * Roberto Smith * Alejandro Zanabone Televisión: TyC Sports |  |  |
| Serie: 2-0       |                                                                  |                      |                                                                         | |  |  |
|                  |                                                                  |                      |                                                                         | |  |  |

| 9 de mayo, 22:00 | Atenas                                                                   | 73–59                | San Lorenzo (BA)                                             | Córdoba                                                                                             |  |  |
|                  | Parciales: 15-12, 34-28, 53-36, 73-59                                    |                      |                                                              | |  |  |
|                  | Estadísticas Jaimes y McClenton 14 Deion McClenton 12 Jaimes y Mariani 4 | Reporte Pts Reb Asts | Estadísticas 14 Mare y Marín 9 Facundo Sanz 3 Raúl Pelorosso | Pabellón: Polideportivo Carlos Cerutti Árbitros: * Alejandro Chiti * Oscar Brítez * Gonzalo Delsart |  |  |
| Serie: 1-2       |                                                                          |                      |                                                              | |  |  |
|                  |                                                                          |                      |                                                              | |  |  |

| 11 de mayo, 22:00 | Atenas                                                                               | 68–65                | San Lorenzo (BA)                                                        | Córdoba |  |  |
|                   | Parciales: 10-18, 24-13, 18-19, 16-15                                                |                      |                                                                         | |  |  |
|                   | Estadísticas Mariani, Sarmiento y McClenton 15 Deion McClenton 10 Federico Mariani 4 | Reporte Pts Reb Asts | Estadísticas 19 Lucas Naim Pérez 5 Facundo Rutenberg 5 Lucas Naim Pérez | Pabellón: Polideportivo Carlos Cerutti Árbitros: * Juan José Fernández * Fernando Sampietro * Ariel Rosas Televisión: TyC Sports |  |  |
| Serie: 2-2        |                                                                                      |                      |                                                                         | |  |  |
|                   |                                                                                      |                      |                                                                         | |  |  |

| 16 de mayo, 22:00 | San Lorenzo (BA)                                                   | 73–62                | Atenas                                                                 | Buenos Aires |  |  |
|                   | Parciales: 14-12, 22-19, 18-17, 19-14                              |                      |                                                                        | |  |  |
|                   | Estadísticas Federico Marín 21 Federico Marín 8 Lucas Naim Pérez 4 | Reporte Pts Reb Asts | Estadísticas 18 Alejandro Konsztadt 10 Deion McClenton 2 Fabián Jaimes | Pabellón: Polideportivo Roberto Pando Árbitros: * Fabricio Vito * Alejandro Chiti * Diego Rougier Televisión: TyC Sports |  |  |
| Serie: 3-2        |                                                                    |                      |                                                                        | |  |  |
|                   |                                                                    |                      |                                                                        | |  |  |

| San Lorenzo (Buenos Aires) Ganador; mantiene la división | Atenas Perdedor; desciende |

#### Play-offs de campeonato

##### Cuadro
|  | Reclasificación | Reclasificación      | Reclasificación |                      |   | Cuartos de final | Cuartos de final | Cuartos de final |  |     | Semifinales | Semifinales | Semifinales |  |     | Final  | Final | Final |  |
|  |                 |                      |                 |                      |   |                  |                  |                  |  |     |             |             |             |  |     |        |       |       |  |
|  |                 |                      |                 |                      |   |                  |                  |                  |  |     |             |             |             |  |     |        |       |       |  |
|  |                 |                      |                 |                      |   |                  |                  |                  |  |     |             |             |             |  |     |        |       |       |  |
|  |                 |                      |                 |                      |   |                  |                  |                  |  |     |             |             |             |  |     |        |       |       |  |
|  |                 |                      |                 |                      |   |                  |                  |                  |  |     |             |             |             |  |     |        |       |       |  |
|  |                 | 1.º                  | Instituto       | 3                    |   |                  |                  |                  |  |     |             |             |             |  |     |        |       |       |  |
|  |                 |                      |                 | 3                    |   |                  |                  |                  |  |     |             |             |             |  |     |        |       |       |  |
|  |                 |                      | 11.º            | Riachuelo (La Rioja) | 1 |                  |                  |                  |  |     |             |             |             |  |     |        |       |       |  |
|  | 6.º             | Ciclista Olímpico    | 11.º            | Riachuelo (La Rioja) | 1 | 1                |                  |                  |  |     |             |             |             |  |     |        |       |       |  |
|  | 6.º             | Ciclista Olímpico    |                 |                      |   |                  |                  |                  |  |     |             |             |             |  |     |        |       |       |  |
|  | 11.º            | Riachuelo (La Rioja) | 3               |                      |   |                  |                  |                  |  |     |             |             |             |  |     |        |       |       |  |
|  | 11.º            | Riachuelo (La Rioja) | 3               |                      |   |                  |                  |                  |  | 1.º | Instituto   | 2           |             |  |     |        |       |       |  |
|  |                 |                      |                 |                      |   |                  |                  |                  |  | 1.º | Instituto   | 2           |             |  |     |        |       |       |  |
|  |                 |                      | 5.º             | Boca Juniors         | 3 |                  |                  |                  |  |     |             |             |             |  |     |        |       |       |  |
|  |                 |                      | 5.º             | Boca Juniors         | 3 |                  |                  |                  |  |     |             |             |             |  |     |        |       |       |  |
|  |                 |                      |                 |                      |   |                  |                  |                  |  |     |             |             |             |  |     |        |       |       |  |
|  |                 |                      |                 |                      |   |                  |                  |                  |  |     |             |             |             |  |     |        |       |       |  |
|  |                 | 4.º                  | Oberá TC        | 0                    |   |                  |                  |                  |  |     |             |             |             |  |     |        |       |       |  |
|  |                 |                      |                 | 0                    |   |                  |                  |                  |  |     |             |             |             |  |     |        |       |       |  |
|  |                 |                      | 5.º             | Boca Juniors         | 3 |                  |                  |                  |  |     |             |             |             |  |     |        |       |       |  |
|  | 5.º             | Boca Juniors         | 5.º             | Boca Juniors         | 3 | 3                |                  |                  |  |     |             |             |             |  |     |        |       |       |  |
|  | 5.º             | Boca Juniors         |                 |                      |   |                  |                  |                  |  |     |             |             |             |  |     |        |       |       |  |
|  | 12.º            | Peñarol              | 0               |                      |   |                  |                  |                  |  |     |             |             |             |  |     |        |       |       |  |
|  | 12.º            | Peñarol              | 0               |                      |   |                  |                  |                  |  |     |             |             |             |  | 2.º | Quimsa | 4     |       |  |
|  |                 |                      |                 |                      |   |                  |                  |                  |  |     |             |             |             |  | 2.º | Quimsa | 4     |       |  |
|  |                 |                      | 4.º             | Boca Juniors         | 1 |                  |                  |                  |  |     |             |             |             |  |     |        |       |       |  |
|  |                 |                      | 4.º             | Boca Juniors         | 1 |                  |                  |                  |  |     |             |             |             |  |     |        |       |       |  |
|  |                 |                      |                 |                      |   |                  |                  |                  |  |     |             |             |             |  |     |        |       |       |  |
|  |                 |                      |                 |                      |   |                  |                  |                  |  |     |             |             |             |  |     |        |       |       |  |
|  |                 | 2.º                  | Quimsa          | 3                    |   |                  |                  |                  |  |     |             |             |             |  |     |        |       |       |  |
|  |                 |                      |                 | 3                    |   |                  |                  |                  |  |     |             |             |             |  |     |        |       |       |  |
|  |                 |                      | 9.º             | Regatas Corrientes   | 0 |                  |                  |                  |  |     |             |             |             |  |     |        |       |       |  |
|  | 8.º             | Platense             | 9.º             | Regatas Corrientes   | 0 | 2                |                  |                  |  |     |             |             |             |  |     |        |       |       |  |
|  | 8.º             | Platense             |                 |                      |   |                  |                  |                  |  |     |             |             |             |  |     |        |       |       |  |
|  | 9.º             | Regatas Corrientes   | 3               |                      |   |                  |                  |                  |  |     |             |             |             |  |     |        |       |       |  |
|  | 9.º             | Regatas Corrientes   | 3               |                      |   |                  |                  |                  |  | 2.º | Quimsa      | 3           |             |  |     |        |       |       |  |
|  |                 |                      |                 |                      |   |                  |                  |                  |  | 2.º | Quimsa      | 3           |             |  |     |        |       |       |  |
|  |                 |                      | 3.º             | Gimnasia (CR)        | 0 |                  |                  |                  |  |     |             |             |             |  |     |        |       |       |  |
|  |                 |                      | 3.º             | Gimnasia (CR)        | 0 |                  |                  |                  |  |     |             |             |             |  |     |        |       |       |  |
|  |                 |                      |                 |                      |   |                  |                  |                  |  |     |             |             |             |  |     |        |       |       |  |
|  |                 |                      |                 |                      |   |                  |                  |                  |  |     |             |             |             |  |     |        |       |       |  |
|  |                 | 3.º                  | Gimnasia (CR)   | 3                    |   |                  |                  |                  |  |     |             |             |             |  |     |        |       |       |  |
|  |                 |                      |                 | 3                    |   |                  |                  |                  |  |     |             |             |             |  |     |        |       |       |  |
|  |                 |                      | 7.º             | Obras Basket         | 1 |                  |                  |                  |  |     |             |             |             |  |     |        |       |       |  |
|  | 7.º             | Obras Basket         | 7.º             | Obras Basket         | 1 | 3                |                  |                  |  |     |             |             |             |  |     |        |       |       |  |
|  | 7.º             | Obras Basket         |                 |                      |   |                  |                  |                  |  |     |             |             |             |  |     |        |       |       |  |
|  | 10.º            | La Unión de Formosa  | 1               |                      |   |                  |                  |                  |  |     |             |             |             |  |     |        |       |       |  |
|  | 10.º            | La Unión de Formosa  | 1               |                      |   |                  |                  |                  |  |     |             |             |             |  |     |        |       |       |  |
|  |                 |                      |                 |                      |   |                  |                  |                  |  |     |             |             |             |  |     |        |       |       |  |

Notas: Los equipos ubicados en la primera línea obtuvieron ventaja de localía.
Los resultados a la derecha de cada equipo representan los partidos ganados en la serie.

##### Reclasificación
Boca Juniors - Peñarol
| 23 de abril, 20:00 | Boca Juniors                                             | 94–78                | Peñarol                                                           | Buenos Aires                                                                                |  |  |
|                    | Parciales: 21-21, 15-14, 26-15, 32-28                    |                      |                                                                   |                                                                                             |  |  |
|                    | Estadísticas Leo Mainoldi 20 Dar Tucker 7 Franco Balbi 8 | Reporte Pts Reb Asts | Estadísticas 16 Bruno Sansimoni 8 José Defelippo 7 José Defelippo | Pabellón: Microestadio Luis Conde Árbitros: * Oscar Brítez * Sergio Tarifeño * Raúl Sánchez |  |  |
| Serie: 1-0         |                                                          |                      |                                                                   |                                                                                             |  |  |
|                    |                                                          |                      |                                                                   |                                                                                             |  |  |

| 25 de abril, 21:00 | Boca Juniors                                                        | 98–84                | Peñarol                                                        | Buenos Aires                                                                                   |  |  |
|                    | Parciales: 22-19, 20-22, 31-24, 25-19                               |                      |                                                                |                                                                                                |  |  |
|                    | Estadísticas Carlos Schattmann 26 Marcos Mata 8 Carlos Schattmann 5 | Reporte Pts Reb Asts | Estadísticas 16 Al Thornton 7 José Defelippo 9 Bruno Sansimoni | Pabellón: Microestadio Luis Conde Árbitros: * Fabricio Vito * Julio Dinamarca * Nicolás D'Anna |  |  |
| Serie: 2-0         |                                                                     |                      |                                                                |                                                                                                |  |  |
|                    |                                                                     |                      |                                                                |                                                                                                |  |  |

| 28 de abril, 21:00 | Peñarol                                                           | 110–114              | Boca Juniors                                                       | Mar del Plata                                                                                         |  |  |
|                    | Parciales: 28-16, 19-19, 14-26, 20-20 (T.E.: 14-14, 15-19)        |                      |                                                                    | |  |  |
|                    | Estadísticas Bruno Sansimoni 25 José Defelippo 9 José Defelippo 5 | Reporte Pts Reb Asts | Estadísticas 32 Jamari Traylor 12 Leo Mainoldi 9 Carlos Schattmann | Pabellón: Polideportivo Islas Malvinas Árbitros: * Pablo Estévez * Leonardo Zalazar * Alejandro Trías |  |  |
| Serie: 0-3         |                                                                   |                      |                                                                    | |  |  |
|                    |                                                                   |                      |                                                                    | |  |  |

Ciclista Olímpico - Riachuelo (La Rioja)
| 24 de abril, 22:00 | Ciclista Olímpico                                                     | 73–89                | Riachuelo (La Rioja)                                               | La Banda                                                                                 |  |  |
|                    | Parciales: 24-22, 11-14, 19-26, 19-27                                 |                      |                                                                    |                                                                                          |  |  |
|                    | Estadísticas Patricio Tabarez 15 Patricio Tabarez 7 Nicolás Paletta 4 | Reporte Pts Reb Asts | Estadísticas 23 Latraius Mosley 11 Diamon Simpson 4 Diamon Simpson | Pabellón: Estadio Vicente Rosales Árbitros: * Diego Rougier * Ariel Rosas * Jorge Chávez |  |  |
| Serie: 0-1         |                                                                       |                      |                                                                    |                                                                                          |  |  |
|                    |                                                                       |                      |                                                                    |                                                                                          |  |  |

| 26 de abril, 22:00 | Ciclista Olímpico                                                 | 70–80                | Riachuelo (La Rioja)                                                | La Banda                                                                                          |  |  |
|                    | Parciales: 15-16, 18-21, 23-21, 14-22                             |                      |                                                                     |                                                                                                   |  |  |
|                    | Estadísticas Elyjah Clark 20 Patricio Tabárez 6 Nicolás Paletta 4 | Reporte Pts Reb Asts | Estadísticas 13 Joaquín Osimani 7 Fortunato Rolfi 4 Fortunato Rolfi | Pabellón: Estadio Vicente Rosales Árbitros: * Juan José Fernández * Roberto Smith * Alberto Ponzo |  |  |
| Serie: 0-2         |                                                                   |                      |                                                                     |                                                                                                   |  |  |
|                    |                                                                   |                      |                                                                     |                                                                                                   |  |  |

| 29 de abril, 21:00 | Riachuelo (La Rioja)                                                | 74–82                | Ciclista Olímpico                                          | La Rioja                                                                        |  |  |
|                    | Parciales: 22-23, 17-21, 21-9, 14-29                                |                      |                                                            |                                                                                 |  |  |
|                    | Estadísticas Latraius Mosley 17 Diamon Simpson 13 Fortunato Rolfi 5 | Reporte Pts Reb Asts | Estadísticas 24 Elyjah Clark 7 Elyjah Clark 4 Elyjah Clark | Pabellón: Superdomo Árbitros: * Daniel Rodrigo * Sergio Tarifeño * Pablo Leyton |  |  |
| Serie: 2-1         |                                                                     |                      |                                                            |                                                                                 |  |  |
|                    |                                                                     |                      |                                                            |                                                                                 |  |  |

| 1 de mayo, 21:00 | Riachuelo (La Rioja)                                               | 103–88               | Ciclista Olímpico                                                  | La Rioja                                                                        |  |  |
|                  | Parciales: 34-23, 22-26, 28-19, 19-20                              |                      |                                                                    |                                                                                 |  |  |
|                  | Estadísticas Mariano Fierro 22 Mariano Fierro 10 Fortunato Rolfi 6 | Reporte Pts Reb Asts | Estadísticas 28 Elyjah Clark 7 Damián Tintorelli 7 Nicolás Paletta | Pabellón: Superdomo Árbitros: * Fernando Sampietro * Pedro Hoyo * Micaela Prado |  |  |
| Serie: 3-1       |                                                                    |                      |                                                                    |                                                                                 |  |  |
|                  |                                                                    |                      |                                                                    |                                                                                 |  |  |

Obras Basket - La Unión de Formosa
| 24 de abril, 20:00 | Obras Basket                                                                   | 97–74                | La Unión de Formosa                                                   | Buenos Aires                                                                                         |  |  |
|                    | Parciales: 21-19, 23-17, 22-13, 31-25                                          |                      |                                                                       | |  |  |
|                    | Estadísticas Joaquín Rodríguez Olivera 17 Isaac Copeland, Jr. 7 Pedro Barral 8 | Reporte Pts Reb Asts | Estadísticas 14 Franco Vieta Stechina 5 Michael Henry 3 Thomas Cooper | Pabellón: Estadio Obras Sanitarias Árbitros: * Alejandro Chiti * Gonzalo Delsart * Cristian Salguero |  |  |
| Serie: 1-0         |                                                                                |                      |                                                                       | |  |  |
|                    |                                                                                |                      |                                                                       | |  |  |

| 26 de abril, 20:00 | Obras Basket                                                  | 89–83                | La Unión de Formosa                                             | Buenos Aires                                                                                          |  |  |
|                    | Parciales: 27-13, 28-20, 16-25, 18-25                         |                      |                                                                 | |  |  |
|                    | Estadísticas Pedro Barral 15 Jeffrey Solarin 9 Pedro Barral 7 | Reporte Pts Reb Asts | Estadísticas 22 Thomas Cooper 6 Thomas Cooper 3 Douglas Herring | Pabellón: Estadio Obras Sanitarias Árbitros: * Fernando Sampietro * Julio Dinamarca * Enrique Cáceres |  |  |
| Serie: 2-0         |                                                               |                      |                                                                 | |  |  |
|                    |                                                               |                      |                                                                 | |  |  |

| 29 de abril, 22:00 | La Unión de Formosa                                             | 85–74                | Obras Basket                                                  | Formosa                                                                                         |  |  |
|                    | Parciales: 21-14, 20-27, 24-19, 20-14                           |                      |                                                               |                                                                                                 |  |  |
|                    | Estadísticas Thomas Cooper 20 Iván Basualdo 8 Douglas Herring 4 | Reporte Pts Reb Asts | Estadísticas 13 Pedro Barral 6 Jeffrey Solarin 7 Pedro Barral | Pabellón: Polideportivo Cincuentenario Árbitros: * Diego Rougier * Roberto Smith * Jorge Chávez |  |  |
| Serie: 1-2         |                                                                 |                      |                                                               |                                                                                                 |  |  |
|                    |                                                                 |                      |                                                               |                                                                                                 |  |  |

| 1 de mayo, 22:00 | La Unión de Formosa                                                    | 84–89                | Obras Basket                                                               | Formosa                                                                                        |  |  |
|                  | Parciales: 16-20, 20-20, 18-26, 30-23                                  |                      |                                                                            |                                                                                                |  |  |
|                  | Estadísticas Franco Vieta Stechina 16 David Efambe 6 Douglas Herring 5 | Reporte Pts Reb Asts | Estadísticas 25 Joaquín Rodríguez Olivera 8 Jeffrey Solarin 4 Pedro Barral | Pabellón: Polideportivo Cincuentenario Árbitros: * Oscar Brítez * Danilo Molina * Raúl Lorenzo |  |  |
| Serie: 1-3       |                                                                        |                      |                                                                            |                                                                                                |  |  |
|                  |                                                                        |                      |                                                                            |                                                                                                |  |  |

Platense - Regatas Corrientes
| 23 de abril, 21:00 | Platense                                                       | 83–87                | Regatas Corrientes                                                | Florida |  |  |
|                    | Parciales: 19-21, 19-17, 22-23, 23-26                          |                      |                                                                   | |  |  |
|                    | Estadísticas Nicola Pomoli 31 Nicola Pomoli 11 Demarco Owens 4 | Reporte Pts Reb Asts | Estadísticas 18 Juan Pablo Arengo 8 Facundo Piñero 4 Andrés Jaime | Pabellón: Microestadio Ciudad de Vicente López Árbitros: * Pablo Estévez * Rodrigo Castillo * Alejandro Trías |  |  |
| Serie: 0-1         |                                                                |                      |                                                                   | |  |  |
|                    |                                                                |                      |                                                                   | |  |  |

| 25 de abril, 21:00 | Platense                                                      | 84–77                | Regatas Corrientes                                                  | Florida |  |  |
|                    | Parciales: 34-23, 10-20, 25-13, 15-21                         |                      |                                                                     | |  |  |
|                    | Estadísticas Nicola Pomoli 24 Demarco Owens 7 Nicola Pomoli 5 | Reporte Pts Reb Asts | Estadísticas 27 Facundo Piñero 6 Facundo Piñero 6 Juan Pablo Arengo | Pabellón: Microestadio Ciudad de Vicente López Árbitros: * Daniel Rodrigo * Sergio Tarifeño * Raúl Lorenzo |  |  |
| Serie: 1-1         |                                                               |                      |                                                                     | |  |  |
|                    |                                                               |                      |                                                                     | |  |  |

| 28 de abril, 22:00 | Regatas Corrientes                                         | 88–85                | Platense                                                          | Corrientes                                                                                              |  |  |
|                    | Parciales: 9-16, 16-12, 24-22, 21-20 (T.E.: 18-15)         |                      |                                                                   | |  |  |
|                    | Estadísticas Andrés Jaime 20 Andrés Jaime 8 Andrés Jaime 7 | Reporte Pts Reb Asts | Estadísticas 24 Demarco Owens 7 Demarco Owens 5 Santiago Barrales | Pabellón: Estadio José Jorge Contte Árbitros: * Juan José Fernández * Roberto Smith * Sebastián Vasallo |  |  |
| Serie: 2-1         |                                                            |                      |                                                                   | |  |  |
|                    |                                                            |                      |                                                                   | |  |  |

| 30 de abril, 21:00 | Regatas Corrientes                                                 | 58–71                | Platense                                                        | Corrientes                                                                                  |  |  |
|                    | Parciales: 14-9, 11-16, 17-22, 16-24                               |                      |                                                                 |                                                                                             |  |  |
|                    | Estadísticas Juan Pablo Arengo 16 Charles Hinkle 10 Andrés Jaime 5 | Reporte Pts Reb Asts | Estadísticas 27 Nicola Pomoli 12 Nicola Pomoli 3 Enzo Cafferata | Pabellón: Estadio José Jorge Contte Árbitros: * Oscar Brítez * Danilo Molina * Raúl Lorenzo |  |  |
| Serie: 2-2         |                                                                    |                      |                                                                 |                                                                                             |  |  |
|                    |                                                                    |                      |                                                                 |                                                                                             |  |  |

| 3 de mayo, 21:00 | Platense                                                      | 71–82                | Regatas Corrientes                                             | Florida |  |  |
|                  | Parciales: 13-10, 15-22, 26-23, 17-27                         |                      |                                                                | |  |  |
|                  | Estadísticas Nicola Pomoli 21 Nicola Pomoli 8 Nicola Pomoli 6 | Reporte Pts Reb Asts | Estadísticas 15 Alejandro Diez 7 Pablo Espinoza 5 Andrés Jaime | Pabellón: Microestadio Ciudad de Vicente López Árbitros: * Diego Rougier * Leonardo Zalazar * Alejandro Zanabone |  |  |
| Serie: 2-3       |                                                               |                      |                                                                | |  |  |
|                  |                                                               |                      |                                                                | |  |  |

##### Cuartos de final
Instituto - Riachuelo (La Rioja)
| 7 de mayo, 21:00 | Instituto                                                           | 85–74                | Riachuelo (LR)                                                      | Córdoba                                                                                    |  |  |
|                  | Parciales: 29-20, 16-20, 21-18, 19-16                               |                      |                                                                     |                                                                                            |  |  |
|                  | Estadísticas Tayavek Gallizzi 16 Nicolás Romano 8 Leandro Vildoza 4 | Reporte Pts Reb Asts | Estadísticas 19 Tomás Zanzottera 6 Mariano Fierro 3 Fortunato Rolfi | Pabellón: Estadio Ángel Sandrín Árbitros: * Fabricio Vito * Roberto Smith * Nicolás D’Anna |  |  |
| Serie: 1-0       |                                                                     |                      |                                                                     |                                                                                            |  |  |
|                  |                                                                     |                      |                                                                     |                                                                                            |  |  |

| 9 de mayo, 21:00 | Instituto                                                            | 94–83                | Riachuelo (LR)                                                     | Córdoba                                                                                     |  |  |
|                  | Parciales: 27-19, 21-15, 18-27, 28-22                                |                      |                                                                    |                                                                                             |  |  |
|                  | Estadísticas Nicolás Copello 28 Nicolás Copello 7 Luciano González 4 | Reporte Pts Reb Asts | Estadísticas 27 Latraius Mosley 7 Justin Jackson 5 Fortunato Rolfi | Pabellón: Estadio Ángel Sandrín Árbitros: * Pablo Estévez * Danilo Molina * Alejandro Trías |  |  |
| Serie: 2-0       |                                                                      |                      |                                                                    |                                                                                             |  |  |
|                  |                                                                      |                      |                                                                    |                                                                                             |  |  |

| 12 de mayo, 21:00 | Riachuelo (LR)                                                                | 100–97               | Instituto                                                         | La Rioja                                                                                                 |  |  |
|                   | Parciales: 21-19, 23-14, 24-32, 15-18 (T.E.: 17-14)                           |                      |                                                                   | |  |  |
|                   | Estadísticas Latraius Mosley 34 Tomás Zanzottera 7 Justin Le Shayne Jackson 5 | Reporte Pts Reb Asts | Estadísticas 29 Mateo Chiarini 7 Nicolás Romano 2 Leandro Vildoza | Pabellón: Superdomo Árbitros: * Alejandro Chiti * Diego Rougier * Sergio Tarifeño Televisión: TyC Sports |  |  |
| Serie: 1-2        |                                                                               |                      |                                                                   | |  |  |
|                   |                                                                               |                      |                                                                   | |  |  |

| 14 de mayo, 21:00 | Riachuelo (LR)                                                     | 93–100               | Instituto                                                          | La Rioja                                                                      |  |  |
|                   | Parciales: 22-23, 20-19, 24-30, 27-28                              |                      |                                                                    |                                                                               |  |  |
|                   | Estadísticas Latraius Mosley 24 Diamon Simpson 12 Diamon Simpson 4 | Reporte Pts Reb Asts | Estadísticas 28 Mateo Chiarini 8 Leandro Vildoza 7 Leandro Vildoza | Pabellón: Superdomo Árbitros: * Oscar Brítez * Rodrigo Castillo * Ariel Rosas |  |  |
| Serie: 1-3        |                                                                    |                      |                                                                    |                                                                               |  |  |
|                   |                                                                    |                      |                                                                    |                                                                               |  |  |

Quimsa - Regatas Corrientes
| 8 de mayo, 22:00 | Quimsa                                                                  | 64–57                | Regatas Corrientes                                              | Santiago del Estero                                                                                              |  |  |
|                  | Parciales: 20-19, 12-12, 15-14, 17-12                                   |                      |                                                                 | |  |  |
|                  | Estadísticas Eric Anderson Jr 18 Brandon Robinson 8 Sebastián Acevedo 1 | Reporte Pts Reb Asts | Estadísticas 12 Juan Pablo Arengo 5 Andrés Jaime 2 Andrés Jaime | Pabellón: Estadio Ciudad Árbitros: * Fernando Sampietro * Danilo Molina * Alejandro Zanabone Televisión: DSports |  |  |
| Serie: 1-0       |                                                                         |                      |                                                                 | |  |  |
|                  |                                                                         |                      |                                                                 | |  |  |

| 10 de mayo, 22:00 | Quimsa                                                                              | 90–87                | Regatas Corrientes                                                 | Santiago del Estero                                                                          |  |  |
|                   | Parciales: 21-14, 19-14, 12-27, 23-20 (T.E.: 15-12)                                 |                      |                                                                    |                                                                                              |  |  |
|                   | Estadísticas Fabián Ramírez Barrios 20 Brandon Robinson 11 Fabián Ramírez Barrios 4 | Reporte Pts Reb Asts | Estadísticas 22 Juan Pablo Arengo 8 Facundo Piñero 11 Andrés Jaime | Pabellón: Estadio Ciudad Árbitros: * Fernando Sampietro * Danilo Molina * Alejandro Zanabone |  |  |
| Serie: 2-0        |                                                                                     |                      |                                                                    |                                                                                              |  |  |
|                   |                                                                                     |                      |                                                                    |                                                                                              |  |  |

| 13 de mayo, 11:30 | Regatas Corrientes                                             | 86–89                | Quimsa                                                                       | Corrientes |  |  |
|                   | Parciales: 18-26, 23-17, 24-21, 21-25                          |                      |                                                                              | |  |  |
|                   | Estadísticas Charles Hinkle 20 Facundo Piñero 6 Andrés Jaime 6 | Reporte Pts Reb Asts | Estadísticas 16 Eric Anderson Jr 13 Eric Anderson Jr 8 Juan Ignacio Brussino | Pabellón: Estadio José Jorge Contte Árbitros: * Pablo Estévez * Roberto Smith * Raúl Lorenzo Televisión: TyC Sports |  |  |
| Serie: 0-3        |                                                                |                      |                                                                              | |  |  |
|                   |                                                                |                      |                                                                              | |  |  |

Gimnasia y Esgrima (Comodoro Rivadavia) - Obras Basket
| 7 de mayo, 21:00 | Gimnasia (CR)                                                | 79–83                | Obras Basket                                                                 | Comodoro Rivadavia                                                                                  |  |  |
|                  | Parciales: 24-25, 17-17, 14-18, 24-23                        |                      |                                                                              | |  |  |
|                  | Estadísticas Tyrone White 23 Yoanki Mencia 15 Tyrone White 4 | Reporte Pts Reb Asts | Estadísticas 19 Pedro Barral 7 Jeffrey Solarin 3 Juan Pablo Venegas Schaefer | Pabellón: Estadio Socios Fundadores Árbitros: * Fernando Sampietro * Sergio Tarifeño * Raúl Sánchez |  |  |
| Serie: 0-1       |                                                              |                      |                                                                              | |  |  |
|                  |                                                              |                      |                                                                              | |  |  |

| 9 de mayo, 21:00 | Gimnasia (CR)                                                        | 97–83                | Obras Basket                                              | Comodoro Rivadavia                                                                                  |  |  |
|                  | Parciales: 29-24, 16-18, 35-26, 17-15                                |                      |                                                           | |  |  |
|                  | Estadísticas Sebastián Orresta 21 Agustín Barreiro 12 Iván Gramajo 6 | Reporte Pts Reb Asts | Estadísticas 13 Pedro Barral 6 Alejo Digon 6 Pedro Barral | Pabellón: Estadio Socios Fundadores Árbitros: * Juan José Fernández * Julio Dinamarca * Ariel Rosas |  |  |
| Serie: 1-1       |                                                                      |                      |                                                           | |  |  |
|                  |                                                                      |                      |                                                           | |  |  |

| 12 de mayo, 20:00 | Obras Basket                                                                         | 65–69                | Gimnasia (CR)                                                | Buenos Aires |  |  |
|                   | Parciales: 20-18, 10-14, 19-15, 16-22                                                |                      |                                                              | |  |  |
|                   | Estadísticas Joaquín Rodríguez Olivera 27 Joaquín Rodríguez Olivera 6 Pedro Barral 6 | Reporte Pts Reb Asts | Estadísticas 17 Tyrone White 14 Yoanki Mencia 3 Iván Gramajo | Pabellón: Estadio Obras Sanitarias, El Templo del Rock Árbitros: * Oscar Brítez * Rodrigo Castillo * Alberto Ponzo Televisión: DSports |  |  |
| Serie: 1-2        |                                                                                      |                      |                                                              | |  |  |
|                   |                                                                                      |                      |                                                              | |  |  |

| 14 de mayo, 20:00 | Obras Basket                                                            | 69–72                | Gimnasia (CR)                                                    | Buenos Aires |  |  |
|                   | Parciales: 21-20, 12-20, 17-16, 19-16                                   |                      |                                                                  | |  |  |
|                   | Estadísticas Pedro Barral 17 Joaquín Rodríguez Olivera 5 Pedro Barral 4 | Reporte Pts Reb Asts | Estadísticas 18 Tyrone White 8 Yoanki Mencia 4 Sebastián Orresta | Pabellón: Estadio Obras Sanitarias, El Templo del Rock Árbitros: * Alejandro Chiti * Leonardo Zalazar * Alejandro Zanabone |  |  |
| Serie: 1-3        |                                                                         |                      |                                                                  | |  |  |
|                   |                                                                         |                      |                                                                  | |  |  |

Oberá TC  - Boca Juniors
| 6 de mayo, 11:30 | Oberá TC                                                                    | 62–80                | Boca Juniors                                                    | Oberá |  |  |
|                  | Parciales: 19-18, 13-19, 18-26, 12-17                                       |                      |                                                                 | |  |  |
|                  | Estadísticas Franco Giorgetti 13 Franco Giorgetti 8 Nicolás De Los Santos 5 | Reporte Pts Reb Asts | Estadísticas 26 Leo Mainoldi 8 Franco Balbi 5 Carlos Schattmann | Pabellón: Estadio Dr. Luis Derna Árbitros: * Alejandro Chiti * Gonzalo Delsart * Enrique Cáceres Televisión: TyC Sports |  |  |
| Serie: 0-1       |                                                                             |                      |                                                                 | |  |  |
|                  |                                                                             |                      |                                                                 | |  |  |

| 8 de mayo, 21:00 | Oberá TC                                                                      | 59–68                | Boca Juniors                                                    | Oberá                                                                                      |  |  |
|                  | Parciales: 18-18, 13-17, 11-19, 17-14                                         |                      |                                                                 |                                                                                            |  |  |
|                  | Estadísticas Jonatan Maldonado 15 Franco Giorgetti 12 Nicolás De Los Santos 3 | Reporte Pts Reb Asts | Estadísticas 20 Raven Barber 7 Leo Mainoldi 4 Leonel Schattmann | Pabellón: Estadio Dr. Luis Derna Árbitros: * Diego Rougier * Rodrigo Castillo * Pedro Hoyo |  |  |
| Serie: 0-2       |                                                                               |                      |                                                                 |                                                                                            |  |  |
|                  |                                                                               |                      |                                                                 |                                                                                            |  |  |

| 11 de mayo | Boca Juniors                                                | 90–85                | Oberá TC                                                                  | Buenos Aires |  |  |
|            | Parciales: 20-18, 17-18, 21-26, 21-17 (T.E.: 11-6)          |                      |                                                                           | |  |  |
|            | Estadísticas Franco Balbi 22 Marcos Mata 17 Franco Balbi 10 | Reporte Pts Reb Asts | Estadísticas 25 Franco Giorgetti 10 Carlos Sandes 7 Nicolás De Los Santos | Pabellón: Microestadio Luis Conde Árbitros: * Fabricio Vito * Daniel Rodrigo * Cristián Salguero Televisión: TyC Sports 2 |  |  |
| Serie: 3-0 |                                                             |                      |                                                                           | |  |  |
|            |                                                             |                      |                                                                           | |  |  |

##### Semifinales
Instituto - Boca Juniors
| 22 de mayo, 21:00 | Instituto                                                           | 78–74                | Boca Juniors                                                   | Córdoba |  |  |
|                   | Parciales: 19-18, 17-20, 21-19, 21-17                               |                      |                                                                | |  |  |
|                   | Estadísticas Tayavek Gallizzi 19 Nicolás Romano 8 Leandro Vildoza 3 | Reporte Pts Reb Asts | Estadísticas 22 Franco Balbi 8 Marcos Mata 6 Leonel Schattmann | Pabellón: Estadio Ángel Sandrín Árbitros: * Alejandro Chiti * Rodrigo Castillo * Ariel Rosas Televisión: DSports |  |  |
| Serie: 1-0        |                                                                     |                      |                                                                | |  |  |
|                   |                                                                     |                      |                                                                | |  |  |

| 24 de mayo, 22:00 | Instituto                                                             | 97–83                | Boca Juniors                                              | Córdoba |  |  |
|                   | Parciales: 28-20, 28-22, 19-17, 22-24                                 |                      |                                                           | |  |  |
|                   | Estadísticas Luciano González 20 Tayavek Gallizzi 8 Leandro Vildoza 7 | Reporte Pts Reb Asts | Estadísticas 19 Marcos Mata 6 Franco Balbi 5 Franco Balbi | Pabellón: Estadio Ángel Sandrín Árbitros: * Fabricio Vito * Julio Dinamarca * Nicolás D’Anna Televisión: TyC Sports |  |  |
| Serie: 2-0        |                                                                       |                      |                                                           | |  |  |
|                   |                                                                       |                      |                                                           | |  |  |

| 27 de mayo, 11:30 | Boca Juniors                                               | 93–77                | Instituto                                                            | Buenos Aires |  |  |
|                   | Parciales: 23-21, 22-16, 24-23, 24-17                      |                      |                                                                      | |  |  |
|                   | Estadísticas Raven Barber 31 Raven Barber 10 Marcos Mata 5 | Reporte Pts Reb Asts | Estadísticas 21 Luciano González 7 Nicolás Copello 3 Leandro Vildoza | Pabellón: Microestadio Luis Conde Árbitros: * Pablo Estévez * Roberto Smith * Danilo Molina Televisión: TyC Sports |  |  |
| Serie: 1-2        |                                                            |                      |                                                                      | |  |  |
|                   |                                                            |                      |                                                                      | |  |  |

| 29 de mayo, 21:00 | Boca Juniors                                           | 104–96               | Instituto                                                            | Buenos Aires |  |  |
|                   | Parciales: 26-30, 34-16, 17-27, 27-23                  |                      |                                                                      | |  |  |
|                   | Estadísticas Dar Tucker 31 Dar Tucker 7 Franco Balbi 6 | Reporte Pts Reb Asts | Estadísticas 32 Luciano González 6 Leandro Vildoza 4 Leandro Vildoza | Pabellón: Microestadio Luis Conde Árbitros: * Juan José Fernández * Oscar Brítez * Enrique Cáceres Televisión: DSports |  |  |
| Serie: 2-2        |                                                        |                      |                                                                      | |  |  |
|                   |                                                        |                      |                                                                      | |  |  |

| 1 de junio, 19:00 | Instituto                                                           | 72–75                | Boca Juniors                                             | Córdoba |  |  |
|                   | Parciales: 23-20, 20-12, 16-24, 13-19                               |                      |                                                          | |  |  |
|                   | Estadísticas Luciano González 32 Mateo Chiarini 6 Leandro Vildoza 3 | Reporte Pts Reb Asts | Estadísticas 16 Dar Tucker 15 Marcos Mata 5 Franco Balbi | Pabellón: Estadio Ángel Sandrín Árbitros: * Fabricio Vito * Pablo Estévez * Rodrigo Castillo Televisión: TyC Sports |  |  |
| Serie: 2-3        |                                                                     |                      |                                                          | |  |  |
|                   |                                                                     |                      |                                                          | |  |  |

Quimsa - Gimnasia y Esgrima (Comodoro Rivadavia)
| 23 de mayo, 21:00 | Quimsa                                                                           | 83–69                | Gimnasia (CR)                                                       | Santiago del Estero                                                                             |  |  |
|                   | Parciales: 19-12, 23-20, 21-14, 20-23                                            |                      |                                                                     |                                                                                                 |  |  |
|                   | Estadísticas Franco Baralle 14 Fabián Ramírez Barrios 8 Fabián Ramírez Barrios 3 | Reporte Pts Reb Asts | Estadísticas 16 Gerard De Vaughn 11 Agustín Barreiro 5 Iván Gramajo | Pabellón: Estadio Ciudad Árbitros: * Fernando Sampietro * Leonardo Zalazar * Alejandro Zanabone |  |  |
| Serie: 1-0        |                                                                                  |                      |                                                                     |                                                                                                 |  |  |
|                   |                                                                                  |                      |                                                                     |                                                                                                 |  |  |

| 25 de mayo, 22:00 | Quimsa                                                                  | 91–77                | Gimnasia (CR)                                                           | Santiago del Estero                                                                                        |  |  |
|                   | Parciales: 18-19, 14-19, 35-23, 24-16                                   |                      |                                                                         | |  |  |
|                   | Estadísticas Brandon Robinson 22 Eric Anderson, Jr. 11 Mauro Cosolito 4 | Reporte Pts Reb Asts | Estadísticas 19 Sebastián Orresta 7 Agustín Barreiro 4 Agustín Barreiro | Pabellón: Estadio Ciudad Árbitros: * Oscar Brítez * Diego Rougier * Gonzalo Delsart Televisión: TyC Sports |  |  |
| Serie: 2-0        |                                                                         |                      |                                                                         | |  |  |
|                   |                                                                         |                      |                                                                         | |  |  |

| 28 de mayo, 19:00 | Gimnasia (CR)                                                | 74–84                | Quimsa                                                                     | Comodoro Rivadavia |  |  |
|                   | Parciales: 14-14, 17-23, 17-28, 26-19                        |                      |                                                                            | |  |  |
|                   | Estadísticas Yoanki Mencia 15 Yoanki Mencia 9 Tyrone White 4 | Reporte Pts Reb Asts | Estadísticas 21 Eric Anderson, Jr. 7 Brandon Robinson 2 Eric Anderson, Jr. | Pabellón: Estadio Socios Fundadores Árbitros: * Juan José Fernández * Daniel Rodrigo * Raúl Sánchez Televisión: DSports |  |  |
| Serie: 0-3        |                                                              |                      |                                                                            | |  |  |
|                   |                                                              |                      |                                                                            | |  |  |

##### Final
Quimsa - Boca Juniors
| 6 de junio, 21:05 | Quimsa                                                                   | 85–68                | Boca Juniors                                                           | Santiago del Estero                                                                                           |  |  |
|                   | Parciales: 16-22, 27-15, 26-13, 16-18                                    |                      |                                                                        | |  |  |
|                   | Estadísticas Eric Anderson, Jr. 17 Eric Anderson, Jr. 9 Franco Baralle 3 | Reporte Pts Reb Asts | Estadísticas 17 Leonel Schattmann 6 Jamari Traylor 3 Leonel Schattmann | Pabellón: Estadio Ciudad Árbitros: * Alejandro Chiti * Diego Rougier * Gonzalo Delsart Televisión: TyC Sports |  |  |
| Serie: 1-0        |                                                                          |                      |                                                                        | |  |  |
|                   |                                                                          |                      |                                                                        | |  |  |

| 8 de junio, 22:10 | Quimsa                                                                    | 72–75                | Boca Juniors                                                  | Santiago del Estero                                                                                                  |  |  |
|                   | Parciales: 22-24, 18-13, 23-19, 9-19                                      |                      |                                                               | |  |  |
|                   | Estadísticas Fabián Ramírez Barrios 16 Rodrigo Sánchez 6 Mauro Cosolito 5 | Reporte Pts Reb Asts | Estadísticas 19 Leonel Schattmann 7 Dar Tucker 6 Franco Balbi | Pabellón: Estadio Ciudad Árbitros: * Juan José Fernández * Leonardo Zalazar * Sergio Tarifeño Televisión: TyC Sports |  |  |
| Serie: 1-1        |                                                                           |                      |                                                               | |  |  |
|                   |                                                                           |                      |                                                               | |  |  |

| 12 de junio, 21:20 | Boca Juniors                                                         | 78–83                | Quimsa                                                                | Buenos Aires |  |  |
|                    | Parciales: 14-23, 21-24, 23-17, 20-19                                |                      |                                                                       | |  |  |
|                    | Estadísticas Leonel Schattmann 23 Marcos Mata 10 Leonel Schattmann 5 | Reporte Pts Reb Asts | Estadísticas 20 Mauro Cosolito 10 Eric Anderson, Jr. 3 Franco Baralle | Pabellón: Microestadio Luis Conde Árbitros: * Fabricio Vito * Fernando Sampietro * Julio Dinamarca Televisión: TyC Sports |  |  |
| Serie: 1-2         |                                                                      |                      |                                                                       | |  |  |
|                    |                                                                      |                      |                                                                       | |  |  |

| 14 de junio, 22:10 | Boca Juniors                                                   | 64–73                | Quimsa                                                                        | Buenos Aires |  |  |
|                    | Parciales: 16-21, 13-15, 21-20, 14-17                          |                      |                                                                               | |  |  |
|                    | Estadísticas Leonel Schattmann 17 Marcos Mata 10 Marcos Mata 2 | Reporte Pts Reb Asts | Estadísticas 21 Brandon Robinson 7 Eric Anderson, Jr. 6 Juan Ignacio Brussino | Pabellón: Microestadio Luis Conde Árbitros: * Alejandro Chiti * Diego Rougier * Danilo Molina Televisión: TyC Sports |  |  |
| Serie: 1-3         |                                                                |                      |                                                                               | |  |  |
|                    |                                                                |                      |                                                                               | |  |  |

| 16 de junio, 22:10 | Quimsa                                                                       | 77–51                | Boca Juniors                                                       | Santiago del Estero                                                                                            |  |  |
|                    | Parciales: 28-17, 15-11, 18-12, 16-11                                        |                      |                                                                    | |  |  |
|                    | Estadísticas Eric Anderson, Jr. 25 Fabián Ramírez Barrios 10 Juan Brussino 6 | Reporte Pts Reb Asts | Estadísticas 14 Leonel Schattmann 7 Dar Tucker 4 Leonel Schattmann | Pabellón: Estadio Ciudad Árbitros: * Fabricio Vito * Fernando Sampietro * Roberto Smith Televisión: TyC Sports |  |  |
| Serie: 4-1         |                                                                              |                      |                                                                    | |  |  |
|                    |                                                                              |                      |                                                                    | |  |  |

## Estadísticas individuales
En esta temporada la AdC desistió de emplear el sistema FIBA LiveStats y firmó un convenio con la empresa británica IMG Arena para brindar servicio de proveeduría de estadísticas. Al poco tiempo y tras reiteradas quejas, el contrato se disolvió y se dispuso firmar un nuevo contrato con la española GES Deportiva. Este cambio de proveedores a mitad del torneo llevó a la ausencia de estadísticas oficiales para la temporada 2022-2023. Quedan referencias realizadas por los periodistas dedicados al básquet nacional cómo fuente de estadísticas.
Estadísticas al finalizar la competencia
| Mayor eficiencia Yoanki Mencia (Gimnasia (CR)) (44 PJ, 18,9 %) Más puntos Brandon Robinson (Quimsa) (49 PJ, 750 pts, 15,3 %) Más rebotes (ordenados según promedio de total de rebotes) Charles Mitchell (Oberá TC) (40 PJ; 363 RT; 9,1 %RT; 265 RD; 98 RO) | Más asistencias Franco Balbi (Boca Juniors) (54 PJ; 252 as; 4,7 %as) Más tapas/bloqueos Eric Anderson, Jr. (Quimsa) (48 PJ; 51 t) |

## Premios individuales
Fuente: Prensa AdC
| - MVP de la temporada - Yoanki Mencia (Gimnasia (CR)) - MVP de las Finales de la LNB - Eric Anderson, Jr. (Quimsa) - Mejor árbitro - Fabricio Vito - Revelación/debutante - Salvador Giletto (Independiente (O)) - Jugador de Mayor Progreso - Enzo Filippetti (Argentino (J)) - Mejor Sexto Hombre - Víctor Fernández (Platense) - Mejor Entrenador - Lucas Victoriano (Instituto) | - Mejor jugador nacional - Leonel Schattmann (Boca Juniors) - Mejor jugador extranjero - Yoanki Mencia (Gimnasia (CR)) - Mejor jugador U-23 - Franco Baralle (Quimsa) - Mejor quinteto de la LNB - B Franco Balbi (Boca Juniors) - E Leonel Schattmann (Boca Juniors) - A Thomas Cooper (La Unión de Formosa) - AP Yoanki Mencia (Gimnasia (CR)) - P Tayavek Gallizzi (Instituto) |